# Burgruine Waisenberg
Die Burgruine Waisenberg ragt auf einem isolierten, felsigen Waldkogel im Nordwesten der Kärntner Bezirkshauptstadt Völkermarkt empor. Die noch vorhandenen Bauteile sind der Romanik, Gotik und Renaissance zuzuordnen.
Waisenberg gehört zusammen mit den innerhalb eines Umkreises von etwa 1000 m liegenden Burgruinen Obertrixen und Mittertrixen zu den sogenannten Trixner Schlössern, die wiederum, ergänzt mit der Ruine Niedertrixen, die Trixner Burgengruppe bilden. Diese Burgengruppe kontrollierte den Zugang zum Görtschitztal und damit auch in das Bergbaugebiet von Hüttenberg.
Der Name Waisenberg ist vermutlich auf den hellen Kalksteinfelsen zurückzuführen, auf dem die Burg steht.

## Die Burgruine Waisenberg und ihre Umgebung

### Geographische Lage
Die ausgedehnte Burgruine Waisenberg liegt auf einem der Saualpe vorgeschobenen, waldbedeckten Bergkegel im Trixnertal, etwa sieben Kilometer nordwestlich der Bezirkshauptstadt Völkermarkt. An der Straße von Völkermarkt nach Brückl situiert, gehörte Waisenberg zusammen mit den sogenannten „Trixner Burgen“ zu den Sperranlagen, die den Zugang zum Görtschitztal und zum Hüttenberger Erzberg kontrollieren bzw. abriegeln konnten.
In einer Entfernung von nicht einmal vierzehn Kilometern hat Waisenberg mit Griffen, Heunburg, Rauterburg (Altheunburg, eine romanische, stark einsturzgefährdete Burgruine auf der Wandelitzen, oberhalb des Anwesens von Helldorff), Nieder-, Mitter- und Obertrixen sechs Nachbarburgen, die zusammen mit Rechberg, Sonegg, Sommeregg, Wildenstein, Neudenstein, Weißenegg und Reinegg den Großraum Völkermarkt kontrollierten und sicherten.

### Verkehrsgeografische Situation in historischer Sicht
Obwohl im Gemeindegebiet von Völkermarkt noch keine römerzeitlichen Straßenspuren fassbar geworden sind, ist der ungefähre Verlauf der „Römerstraßen“ anhand von topografischen Gegebenheiten, Flurnamen, Altwegen und anderen Hinweisen rekonstruierbar. Der Verlauf zweier römerzeitlicher Verbindungsstraßen dürfte weitgehend heutigen Verkehrsrouten entsprochen haben: Die eine zweigte bei Wabelsdorf von der Straße Virunum–Celeia ab und führte über Völkermarkt und Ruden nach Lavamünd. Die andere verband das Görtschitztal mit dem Trixnertal und führte an Waisenberg und den Trixner Schlössern vorbei über Griffen ins Lavanttal. Diese Strecken haben jedoch keine Aufnahme in die offiziellen Wegeverzeichnisse gefunden und besaßen wohl auch keine Meilensteine. Im Unterschied dazu ist die Verbindungsstraße von Virunum nach Celeia auf einer antiken Straßenkarte verzeichnet und durch Meilensteinfunde als Trasse von überregionaler Bedeutung ausgewiesen. Die meisten Römersteine sind allerdings heute in Kirchen eingemauert, weshalb man also ihren ursprünglichen Aufstellungsort nicht kennt.

### Der Name der Burg
Wenn auch eine Inschrift aus dem 16. Jahrhundert von Waisen spricht, so dürfte der Burgname doch von den weißen Felsen des Burgberges abgeleitet sein. Aus geologischer Sicht handelt es sich dabei um eine Kalkklippe der erdgeschichtlichen Trias.

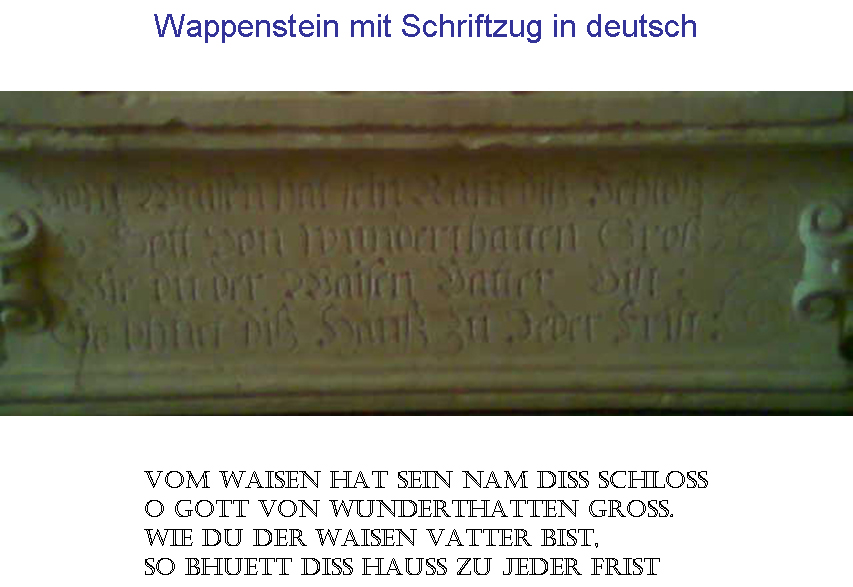

Die Fachliteratur verwendet für die Wehranlagen des Trixner Tales die Bezeichnungen „Trixner Schlösser“ oder auch „Trixner Burgen(gruppe)“, allerdings mit unterschiedlicher Bedeutung. So benennt zum Beispiel Franz Xaver Kohlas „Kärntner Burgenkunde“ einerseits Ober-, Mitter- und Niedertrixen als Trixner Burgengruppe, bezeichnet jedoch andererseits Waisenberg als das westlichste, größte und repräsentativste der drei Trixner Schlösser. In den übrigen Erwähnungen wird unter Trixner Burgen die Gruppe Ober-, Mitter- und Niedertrixen verstanden.
Historische Bezeichnungen für die Burg auf dem Waisenberg waren: Waysenberch in der ersten urkundlichen Erwähnung, castrum Waysenberc, Weyssenwurg. In der einheimischen Bevölkerung auch anzutreffen ist die falsche Bezeichnung Niedertrixen. Die Ursache dafür mag im Fehlen von weithin sichtbaren Bauteilen dieser letztgenannten Burgruine liegen.

### Historisches Umfeld

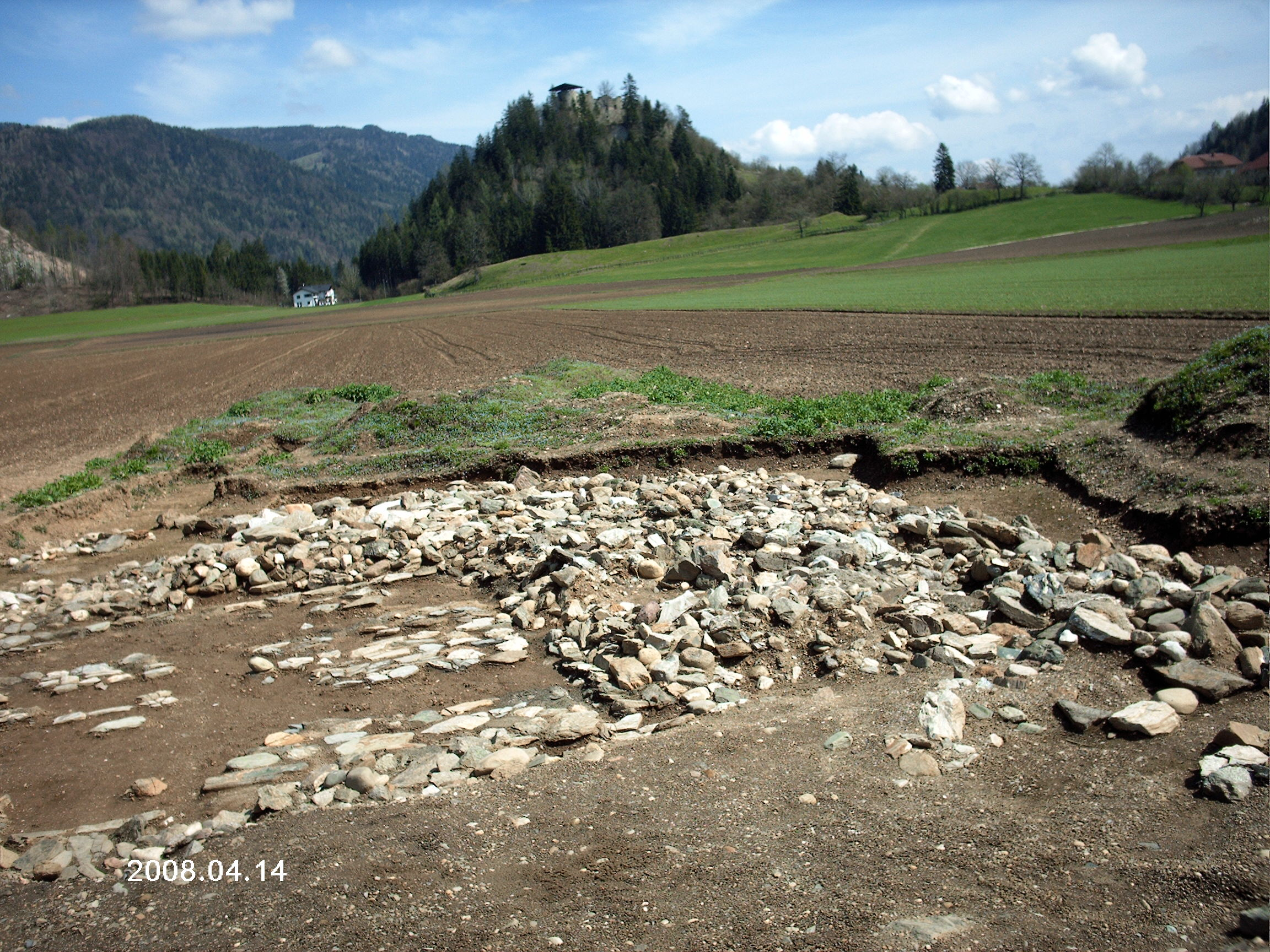
Waisenberg mit Königsgrab

Das historische Umfeld vom Waisenberg deutet auf eine ereignisreiche Vergangenheit hin. Die am Fuße des Lamprechtskogels gefundenen Königsgräber der eisenzeitlichen Hallstattkultur zeugen vom urzeitlichen Herrschaftszentrum Waisenberg und der einstigen Bedeutung der Umgebung, die sich im Eisenvorkommen und im Salztransit begründete. Die verkehrsgeografische Lage und vor allem die Nähe zu den Erzlagerstätten im Görtschitztal dürften als Grundlage für die wirtschaftlichen Blütezeiten im Raum Völkermarkt gelten. Als Standort für die bedeutendste Siedlung im Völkermarkter Raum nördlich der Drau wählte man sowohl während der Eisenzeit als auch während der spätrömischen Zeit den Lamprechtskogel bei Mittertrixen. Dort residierte jedenfalls um 500 v. Chr. sogar ein norischer König, wovon ein Prunkgrabhügel bei Waisenberg zeugt. Mit den großen Gutsbetrieben im Hinterland der Stadt Virunum erreichte in römischer Zeit auch in Unterkärnten die Landwirtschaft ein hohes Niveau.
Das Trixnertal stellte im Bereich des Lamprechtskogels in römischer Zeit einen Siedlungsschwerpunkt dar. Die Römersteine aus der näheren Umgebung, Münzen und andere Siedlungsfunde weisen darauf hin. Einer bisher unbestätigten Theorie zufolge existierte dort eine innernorische Zollstation, die für den Warenzoll (Eisenhandel) an der Südgrenze einer großen kaiserlichen Bergbaudomäne zuständig war. Der genaue Umfang dieses Territoriums ist zwar strittig, doch steht fest, dass die Abbaugebiete derart wichtiger Bodenschätze, wie der Eisenvorkommen im Görtschitztal, im Besitz des Kaisers waren und einer eigenen Verwaltung unterstanden. Produkte aus norischem Eisen hatten aufgrund der hochwertigen Verarbeitung stahlartige Qualität, genossen einen hervorragenden Ruf und wurden weithin verhandelt. Eine Inschrift, die als Spolie am Fuße des Lamprechtskogels gefunden wurde, nennt einen als Zollverwalter tätigen kaiserlichen Sklaven und dessen Dienstort.
Im Bereich des von Waisenberg nur 500 Meter entfernten Lamprechtskogels befanden sich also seit dem 4. oder 5. Jahrhundert eine römerzeitliche Siedlungsanlage und vermutlich auch ein Heiligtum für Jupiter Dolichenus. Möglicherweise stand hier die ältere Burg Waisenberg, ident mit einem der 895 genannten „duo castra in loco Thrusental“, da die Erstanlage der eigentlichen Burg Waisenberg kaum weiter als auf 1200 zurückgehen dürfte. Die Befestigungsmauern dieser einstigen Höhensiedlung sind heute noch im Gelände erkennbar. Leider kam es bisher nur zu sehr wenigen frühmittelalterlichen Bodenfunden: Vom Lamprechtskogel stammen das Fragment eines Steigbügels in awarischer Machart und eine arabische Münze des späten 8. Jahrhunderts.

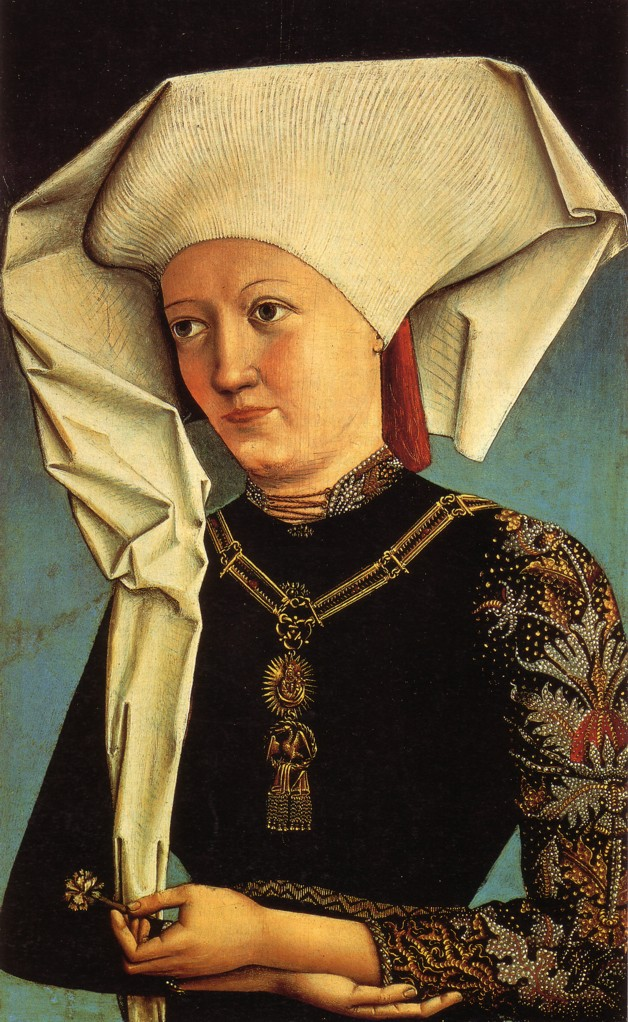
Hemma von Gurk (um 990–1045)

Nicht nur die Geschichte Waisenbergs, sondern die des ganzen Trixner Tales ist eng mit dem Wirken der vielfach als „Kärntner Landesmutter“ benannten Hemma von Gurk verbunden. Als Kärntner Adelige, Kirchen- und Klostergründerin hat sie an der Wende vom 1. zum 2. Jahrtausend gelebt. Sie war eine der reichsten und mächtigsten Frauen im Kärnten ihrer Zeit, mit Kaiser Heinrich II. verwandt und mit dem Grafen Wilhelm von Friesach und an der Sann verheiratet. Von ihren Ahnen – Angehörige des alten slawischen Adels finden sich ebenso wie Vertreter von zugewanderten bayerischen Geschlechtern und der fränkischen Reichsaristokratie – erbte sie reiche Besitzungen: in Kärnten das Gurk- und Metnitztal, den Ort Zeltschach sowie Güter und Burgen im Trixnertal. Im gegenständlichen Zusammenhang spielt Hemma eine wichtige Rolle in der Gründerzeit der Trixner Schlösser und der Burg Waisenberg.

## Historische Überlieferung

### Schriftliche Quellen
Ob Waisenberg mit einem der „duo castra in loco Thrusental“ identisch ist, die König Arnulf am 29. September 895 an einen Vorfahren der Gräfin Hemma von Gurk zum Geschenk machte, ist nicht mit Sicherheit zu behaupten. Ohne Zweifel aber stand Waisenberg im Besitz des Bistums Gurk, welches die Burg wiederholt zu Lehen ausgab und dadurch Gefahr lief, es gänzlich zu verlieren. Eine der schillerndsten Persönlichkeiten jener Zeit war der Gurker Bischof Berthold von Zeltschach, der dem Bistum von 1090 bis 1106 vorstand. Das Chronicon Gurcense bezeichnet ihn als Eindringling, da er die Bischofswürde von einem Gegenerzbischof Salzburgs erhielt. Berthold verschleuderte große Teile des Bistums, indem er die Allode der Gurker Kirche als Lehen vergab, wohl, um sich bei den Belehnten in Gunst zu setzen und so seine unrechtmäßige Herrschaft zu sichern. 1106 wurde er schließlich abgesetzt. 1167 kaufte Bischof Heinrich I. von Gurk von Volbert von Liebenberg, einem Trixner, das „castrum in Thrusen, quod Waysenberch dictum est“ um 100 Mark Silber zurück. Dies ist zugleich die älteste Erwähnung der Burg Waisenberg.

### Nonverbale Quellen

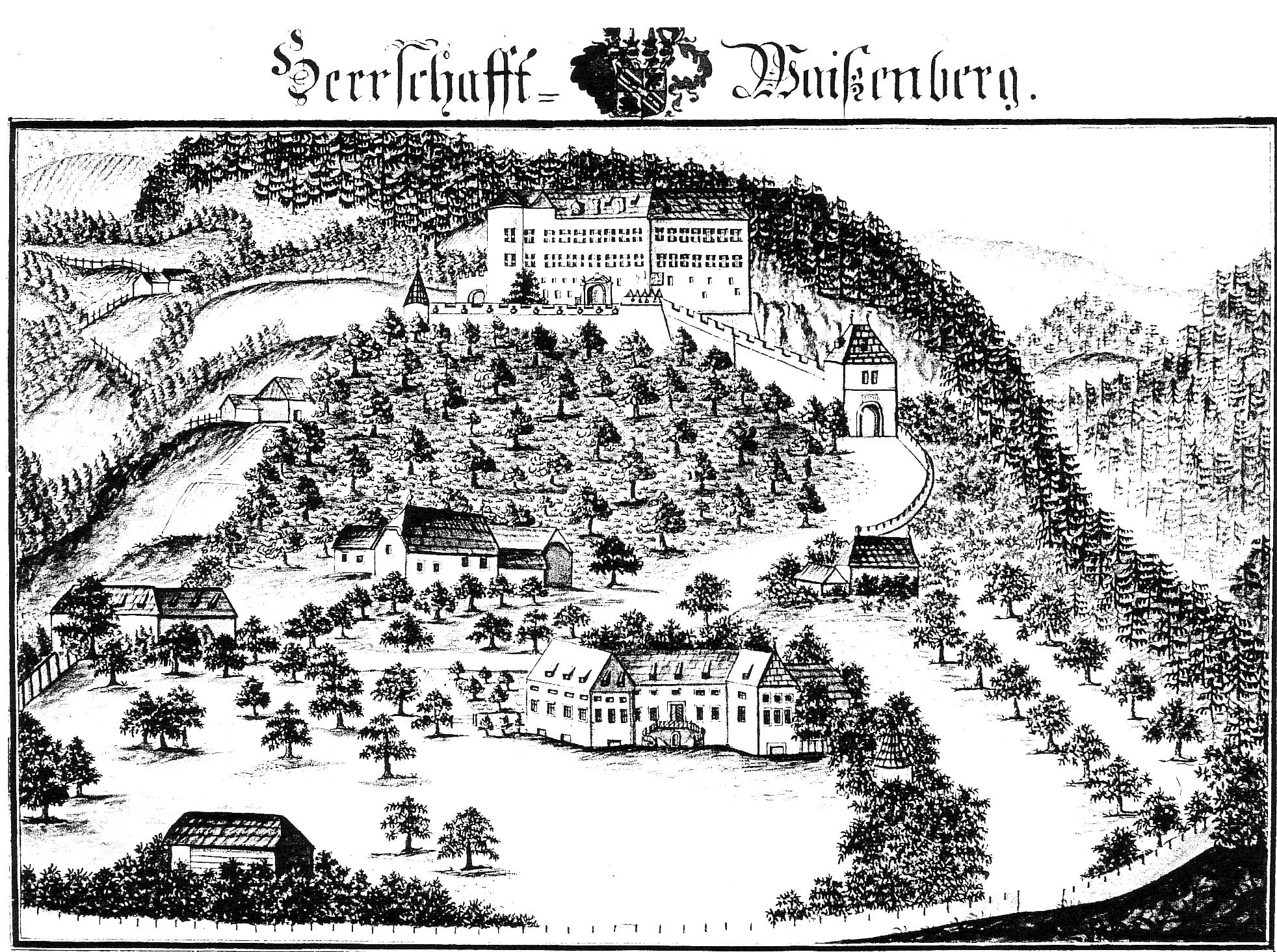
Waisenberg nach dem Zeichner Valvasor – 17. Jahrhundert

Außer den o. a. schriftlichen Quellen geben auch die Werke bildender Künstler Auskunft über die historische Vergangenheit von Bauwerken im Allgemeinen und der Burgruine Waisenberg im Besonderen. Wie weit die Werke von Malern und Grafikern mit der Realität übereinstimmen, ist jeweils zu hinterfragen. Neben den unter den Begriff „künstlerische Freiheit“ fallenden verzerrenden Darstellungen ist auch zu beachten, dass viele Künstler bei der Anfertigung der Bilder nicht unbedingt vor Ort waren.
Historische Zeichnungen von Waisenberg existieren von Johann Weichard Valvasor und Georg Matthäus Vischer aus dem 17. Jahrhundert sowie vom Kärntner Landschaftsmaler Markus Pernhart aus dem 19. Jahrhundert.

## Die Besitzer Waisenbergs

### Annahmen für die schriftlich nicht belegte Zeit

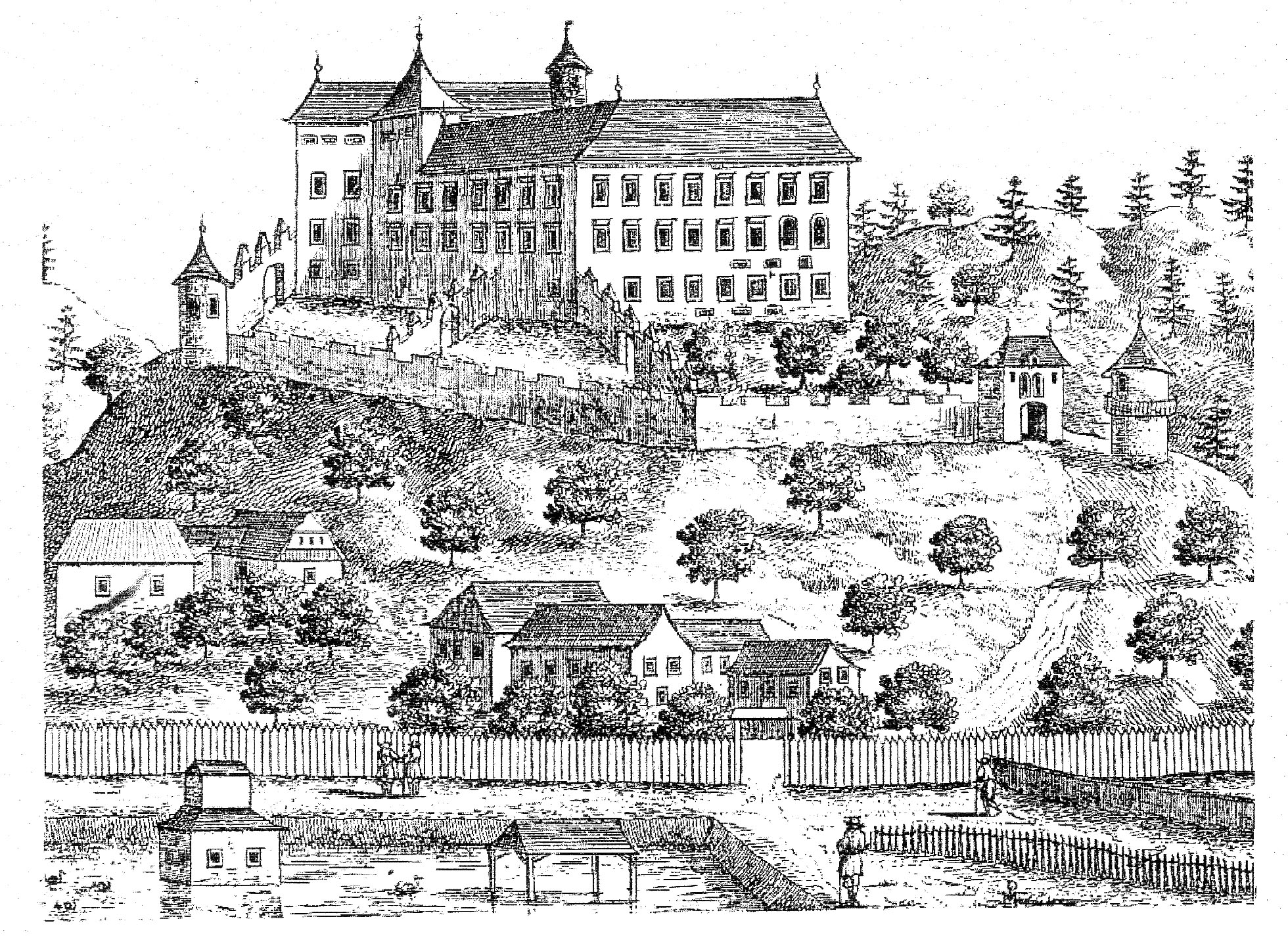
Waisenberg nach dem Zeichner Matthäus Vischer – 17. Jahrhundert

Waisenberg lag im Bereich der Landschenkung, die König Arnulf seinem getreuen Waltuni, dem Vorfahren der Gräfin Hemma, 895 im Trixnertal zuteilwerden ließ. Von den darin angeführten „duobus castris“ dürfte eines wohl Waisenberg gewesen sein.
Durch Hemma gelangten dann die Besitzungen in das Eigentum des von ihr gegründeten Klosters und später des Bistums Gurk. Noch heute erkennt man an verschiedenen Ortsbezeichnungen die Beziehungen zur Schutzfrau Kärntens Hemma von Gurk: So wird zum Beispiel der Bergfried häufig auch als Hemmaturm benannt und die Fischteiche am Fuße des Burgberges heißen in der Umgangssprache Hemmateiche.
Im weiteren Verlauf gab der „eingedrungene“ Bischof Berthold zwei Burgen im Trixnertal an Graf Engelbert von Spanheim, den späteren Kärntner Herzog. Ob sich darunter Waisenberg befunden hat, ist nicht mit Sicherheit auszumachen. Jedenfalls konnte es sich dabei nicht um eine Burg am heutigen Standort handeln, da deren ältestes Mauerwerk erst aus dem 12. Jahrhundert stammt.
Das Lehen ging später auf Engelberts Bruder Bernhard über und nach dessen Tod unter völliger Vernachlässigung des ursprünglichen Lehensbandes an dessen Neffen Markgraf Ottokar III. von Steiermark.

### Die „Aktivzeit“

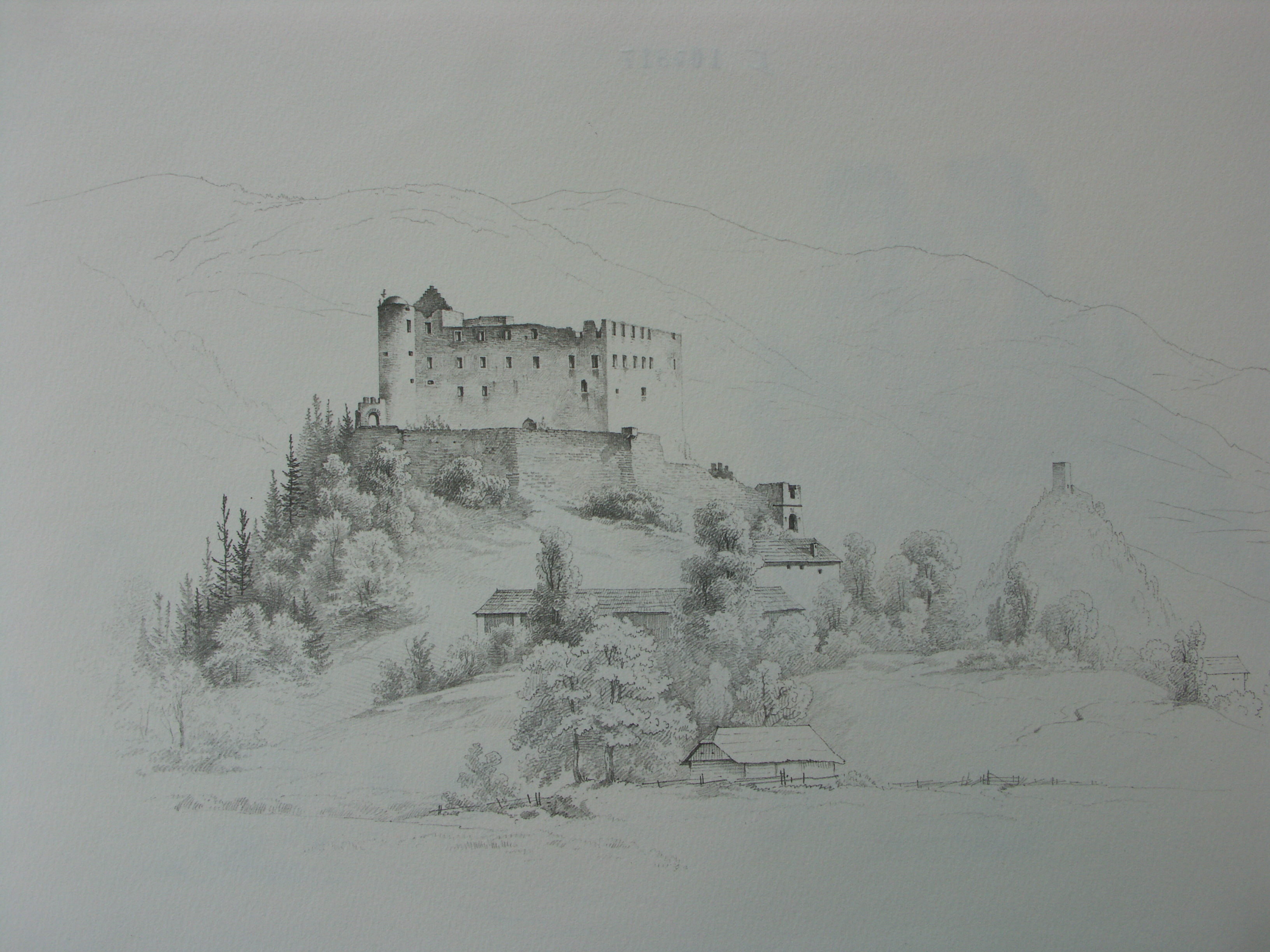
Waisenberg nach dem Zeichner Markus Pernhart – 19. Jahrhundert

Ab dem urkundlich belegten Kauf von Waisenberg durch Bischof Heinrich von Gurk im Jahr 1167 setzen schriftliche Aufzeichnungen in vermehrtem Ausmaß ein. Zwischen 1193 und 1220 wird Otto Rufus de Waisenberc genannt.
Eine Urkunde aus dem Jahr 1236 berichtet über Otto von Waisenberg, der seine Rechte an Waisenberg dem Bischof Ulrich I. abtritt:
Littere Vdalrici episcopi Gurcensis super pensione 4 marcarum denariorum persolvendarum Ottoni de Weysenberg qui omne ius in predicto castro episcopo reservavit.
Eine weitere Urkunde aus dem Jahr 1258 zeugt vom Gurker Bischof Dietrich II., der den Thurm in Waisenberg an Ulrich und seine Brüder, die Erben nach dem Truchsess Haertwich, zur Burghut verleiht:
… qualiter nos ad instantiam precum ac consilium nostri capituli et ministerialium nostrorum Vlrico et fratribus suis heredibus Hærtwici dapiferi turrim in Waisenberch ad ius quod purchůt dicitur, ….
Dass die Gurker Bischöfe wiederholt in Waisenberg Quartier nahmen, geht aus einer Urkunde Bischof Dietrichs aus 1285 hervor, die er in Waisenberg ausstellte. Meist wurde es jedoch von Pflegern verwaltet. Belegt ist ein Hartwich von Waisenberg, der Truchsess von Gurk war. Aus dem 13. und 14. Jahrhundert liegen keine bedeutsamen Nachrichten über die Burg vor, die weiterhin Gurk unterstand.
Im 15. Jahrhundert war Waisenberg an die Weißbriacher verlehnt.
1550 verkaufte das Bistum die Burg an Hans von Silberberg. Dessen Tochter verkaufte 1569 nach dem Tod ihrer Eltern Schloss und Herrschaft an Andrä von Spangstein, dessen Wappen am äußeren Burgtor angebracht war. Andrä Spangsteins Nachfolger war sein Sohn Siegmund.
1641 ging Waisenberg an Claudius Schneeweiß von Arnoldstein.
1661 bat dessen Sohn Johann Jakob um Belehnung mit Schloss und Herrschaft.
1681 kam Siegmund Graf von Welz in den Besitz, ehe Schloss und Herrschaft im Jahr 1713 im Kaufweg an den Grafen Georg Balthasar Christallnigg übergingen.

### Waisenberg im „Ausgedinge“

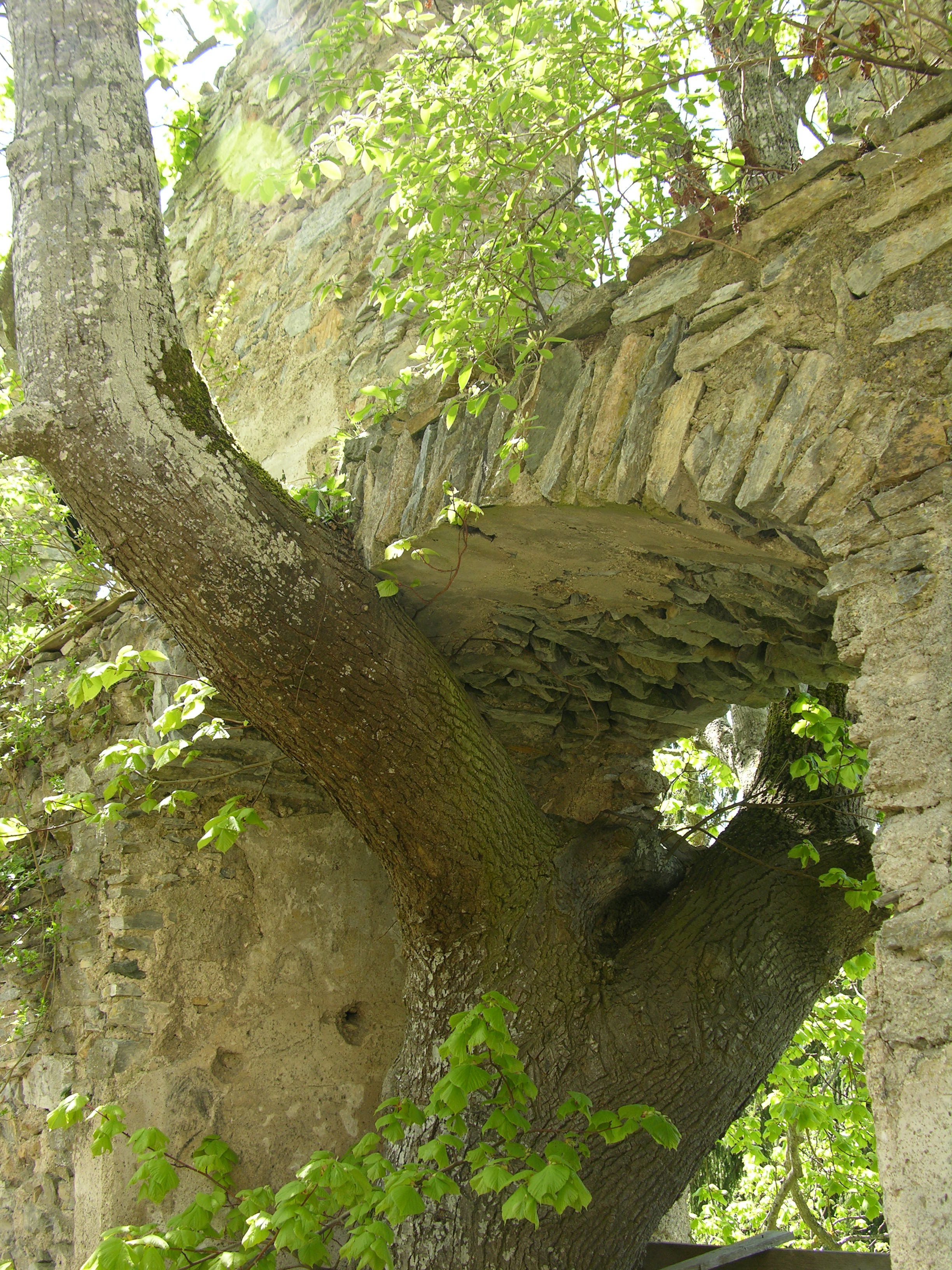
Erosion und Pflanzenwuchs

1790 wütete auf Waisenberg ein vernichtender Brand, von dessen Folgen sich die Burg nicht mehr erholen sollte – die bisher bewohnte Burg wurde nicht mehr aufgebaut, sondern dem Verfall überlassen. Während des Kärntner Abwehrkampfes 1918/1919 war Waisenberg eine Stätte harter Gefechte. Mit Ausnahme einiger Jahre während und nach dem Zweiten Weltkrieg blieb Waisenberg bis auf den heutigen Tag in den Händen der Familie Christallnigg. 1992 begann man mit Sanierungsmaßnahmen, aber die Ruine ist heute wieder weitgehend verwachsen. Bäume mit einigen Metern Höhe wachsen aus dem Mauerwerk heraus und machen deutlich, dass es nur noch eine kurze Zeit dauert, ehe die Ruine endgültig in sich zusammenfällt, wenn nicht bald etwas dagegen unternommen wird.

## Die Baugeschichte

### Was heute noch vorhanden ist – Allgemeine Beschreibung
Die Ruine Waisenberg hat nicht den Charakter einer mittelalterlichen Burg. Die von Weitem sichtbaren großen Fenster anstelle der üblichen schmalen Lichtscharten lassen jeglichen Wehrcharakter einer Burg vermissen. Tatsächlich gehören die heute sichtbar vorhandenen Bauteile der Spätgotik an und entstammen vorwiegend aus dem ersten Drittel des 16. Jahrhunderts. Von der romanischen Burg sind nur einige in spätere Mauern integrierte Reste erhalten. Da auch die örtliche Lage mit einem vom Süden her sanft ansteigenden Burghügel keine besondere Sicherheit gewährte, handelt es sich hier nicht um eine auf nachhaltige Abwehr eingerichtete Feste. Vielmehr stellt Waisenberg eines jener Schlösser dar, die nach Einführung der Feuergeschütze als Herrensitze gerade einmal nicht für jeden des Weges Ziehenden zugänglich waren. Selbst die 230 Meter lange Ringmauer stammt aus dem neuzeitlichen 16. Jahrhundert.
Vom äußeren, im Südosten liegenden, zweigeschoßigen Torturm beginnend führt der Zugang in Form einer 270°-Spirale zum inneren Burgtor. Die Streckenführung gegen den Uhrzeigersinn ist ein weiteres Indiz, wie wenig bei der Anlage auf Wehrfähigkeit im mittelalterlichen Sinn Wert gelegt wurde: Verteidiger der Burg hätten den Nachteil gehabt, von angreifenden Feinden die schützende Schildseite präsentiert zu bekommen. Und auch die Zinnen und Scharten des äußeren wie auch des inneren Torturmes hatten wohl eher repräsentativen als wehrhaften Charakter.
Die aus der ersten Hälfte des 13. Jahrhunderts stammende, viergeschoßige Hauptburg hat einen fast quadratischen Grundriss, an deren Nordwestecke der mächtige, runde Bergfried aus dem ausgehenden 15. oder beginnenden 16. Jahrhundert vorspringt.

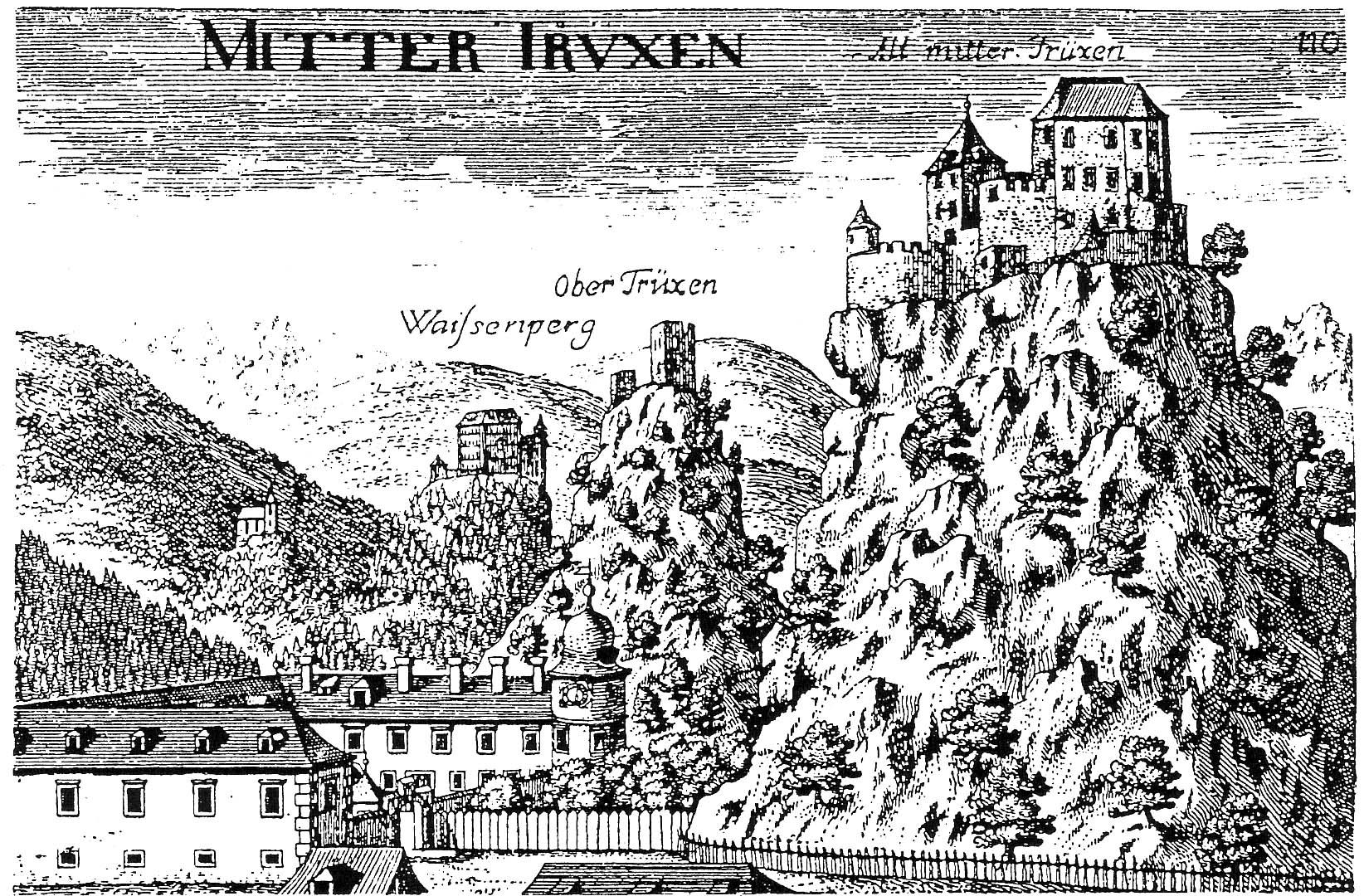
Trixner Schlösser nach dem Zeichner Valvasor – 17. Jahrhundert

Der einst frühgotische Palas wurde im 15. und 16. Jahrhundert durch Umbauten stark verändert. Große Teile sind bereits zu einem Schutthaufen zusammengefallen. Am besten erhalten ist der Westteil des Palas.
Die zeichnerische Darstellung von Georg Matthäus Vischer aus dem 17. Jahrhundert mag, abgesehen von unrichtiger Wiedergabe einzelner Burgelemente (Bergfried als zartes Türmchen im Norden), wohl eine maßlose Übertreibung des Repräsentationscharakters von Waisenberg sein – viel mehr als Ringmauer, Zwinger und Burgtore waren als Wehrelemente tatsächlich nicht vorhanden. Einen ähnlichen Eindruck vermitteln die aus derselben Zeit stammenden Zeichnungen Valvasors. Seine Wiedergabe der Hauptteile entspricht dem Grundriss der Burg, lediglich die Wegführung ab dem äußeren Burgtor ist künstlerisch frei dargestellt. Ein weiteres Bild Valvasors zeigt den Kontrast zwischen den wehrhaften Burgen Mitter- und Obertrixen einerseits und dem Repräsentationsbau Waisenberg anderseits.
Etwa 200 Jahre später entstand neuerlich eine Zeichnung von der mittlerweile bereits verfallenden Burgruine Waisenberg, dieses Mal mit Bleistift durch Markus Pernhart, den Maler der Kärntner Seen, Berge, Burgen und Schlösser. Auffällig ist, wie völlig anders Pernharts Zeichnung Waisenberg charakterisiert: In der Ansicht an die Festung Hohensalzburg erinnernd, besteht hinsichtlich Wehrfähigkeit kein Zweifel. Da der für seine detailgetreue Wiedergabe bekannte Pernhart den Auftrag hatte, Bauwerke, die aus finanziellen Gründen nicht vor dem Verfall gerettet werden konnten, zumindest im Bild zu konservieren und so vor dem Verfall zu bewahren, ist seinen Darstellungen mehr Glaubwürdigkeit zu unterstellen. Der auffälligste Unterschied zu den vorgenannten Zeichnungen aus dem 17. Jahrhundert besteht im fast vollständigen Fehlen der Dächer und sonstiger Holzelemente. Ursache ist zum einen die Ende des 18. Jahrhunderts eingeführte Dachsteuer, die als eine Form der Vermögenssteuer auf Basis der Dachflächen berechnet wurde und in deren Folge viele Burgen und andere Gebäude abgedeckt wurden, um Geld zu sparen. Zum anderen sind hölzerne Bauelemente dem Brand von 1790 zum Opfer gefallen. Welche der Ursachen als erste eintrat, konnte nicht ermittelt werden.

### Grundriss der Burgruine

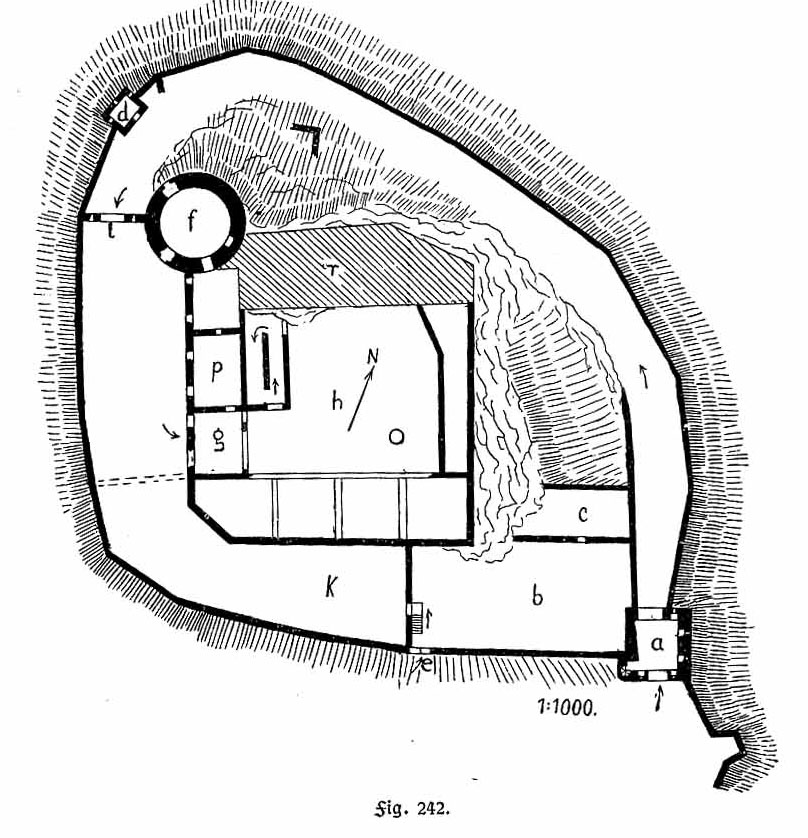
Grundriss nach Piper

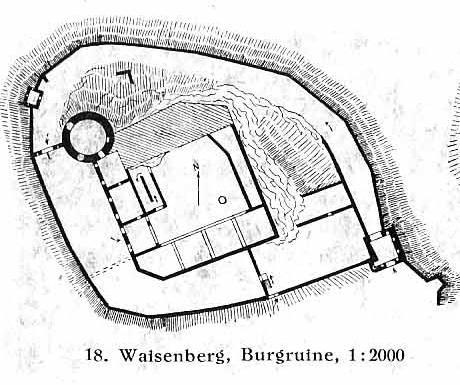
Grundriss nach Ginhart

Der am häufigsten anzutreffende Grundrissplan der Burgruine Waisenberg stammt aus Otto Pipers siebenbändiger Monographie „Österreichische Burgen“. Ohne auf Details einzugehen, gibt diese Darstellung einen ausgezeichneten Überblick über die einzelnen Bauteile und deren Lage. Einen ähnlichen Grundriss fertigte der Kunsthistoriker Karl Ginhart an.
Wesentlich umfang- und detailreicher sind die im Auftrag des Bundesdenkmalamtes vom Vermessungsbüro Reichhalter im Jahr 1989 angefertigten Grundrisspläne. Neben der exakten Vermessung aller Baueinzelteile enthalten die Pläne auch den Versuch der Altersangabe sowie die Darstellung mehrerer Geschoßebenen.
Die ältesten Bauteile entstammen demnach dem 12. Jahrhundert. Es handelt sich hauptsächlich um die Außenmauern der Burg sowie ehemalige Wohnbauten, insbesondere im Süden. Nur wenig ist für das freie Auge noch sichtbar: Große Teile liegen unter dem Schutt verfallener Mauern, andere Teile fielen den Umbauten im 15. und 16. Jahrhundert zum Opfer. Ins 13. Jahrhundert datieren sekundäre Bauteile im Nordwestteil des Palas. Als „mittelalterliche Bauteile“ (vermutlich ist das 14. Jahrhundert gemeint) werden einige am Burghof liegende Mauern bezeichnet, die zu nunmehr verschütteten Wohn- und Kellerräumen gehörten. Das 15. Jahrhundert brachte mit der Errichtung des mächtigen, fünfgeschoßigen Bergfrieds eine markante Veränderung des Bauwerks, der sich ein bis ins 16. Jahrhundert reichender Umbau des dreigeschoßigen Palas anschloss. Am Ende dieser Umbauten erstrahlte Waisenberg als Renaissanceschloss mit spätgotisch profilierten Fensterrahmen, Hofarkaden und einem noch gut erhaltenen zweiarmigen Treppenhaus, das vom Burghof in die Wohnräume führte.

### Die Bauteile im Einzelnen

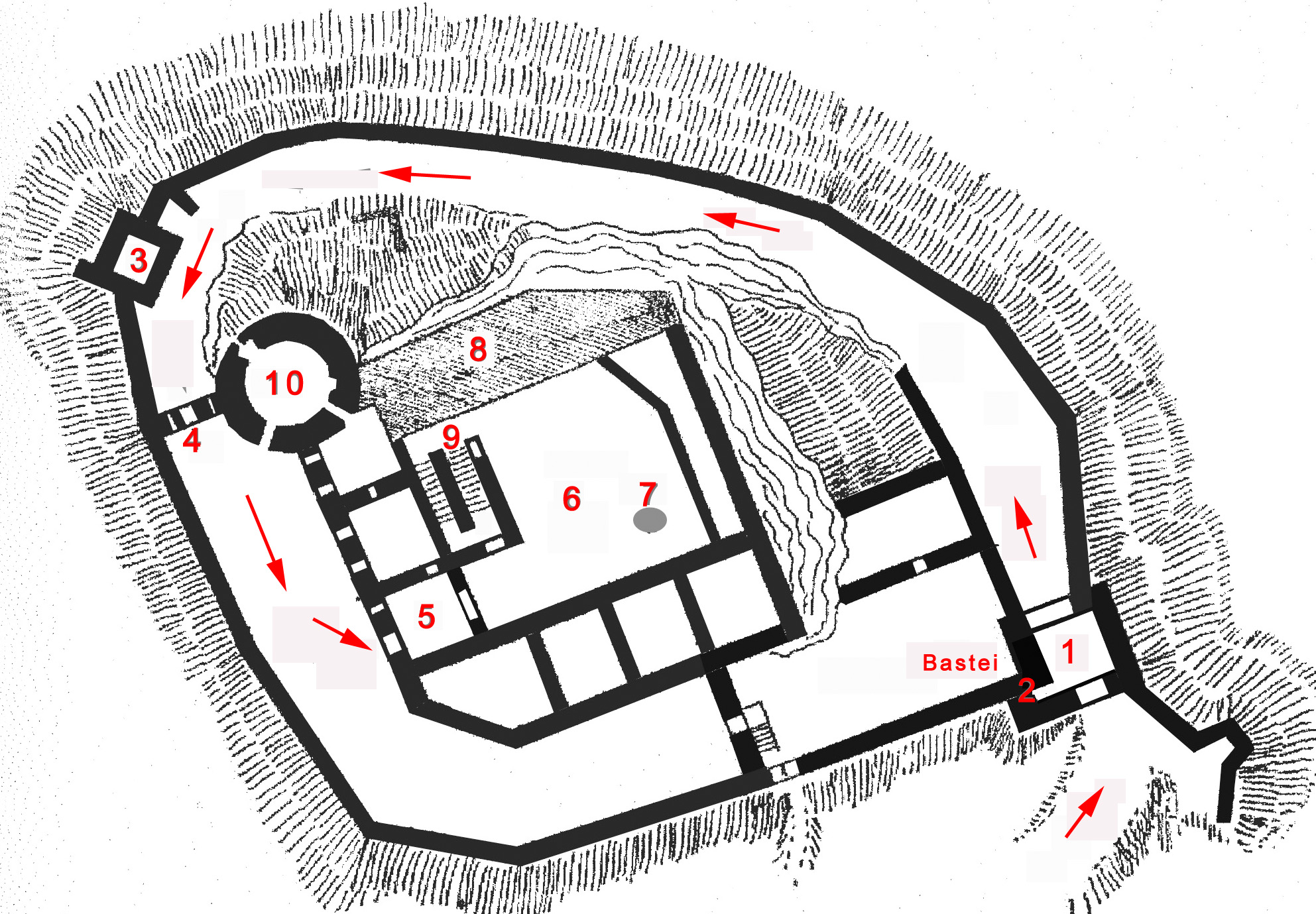
Modifizierter Grundrissplan nach Piper

Zur eindeutigen Benennung der Bauteile, die im Folgenden beschrieben werden, liegt ein modifizierter Grundrissplan von Piper zugrunde.
1. Das äußere Burgtor

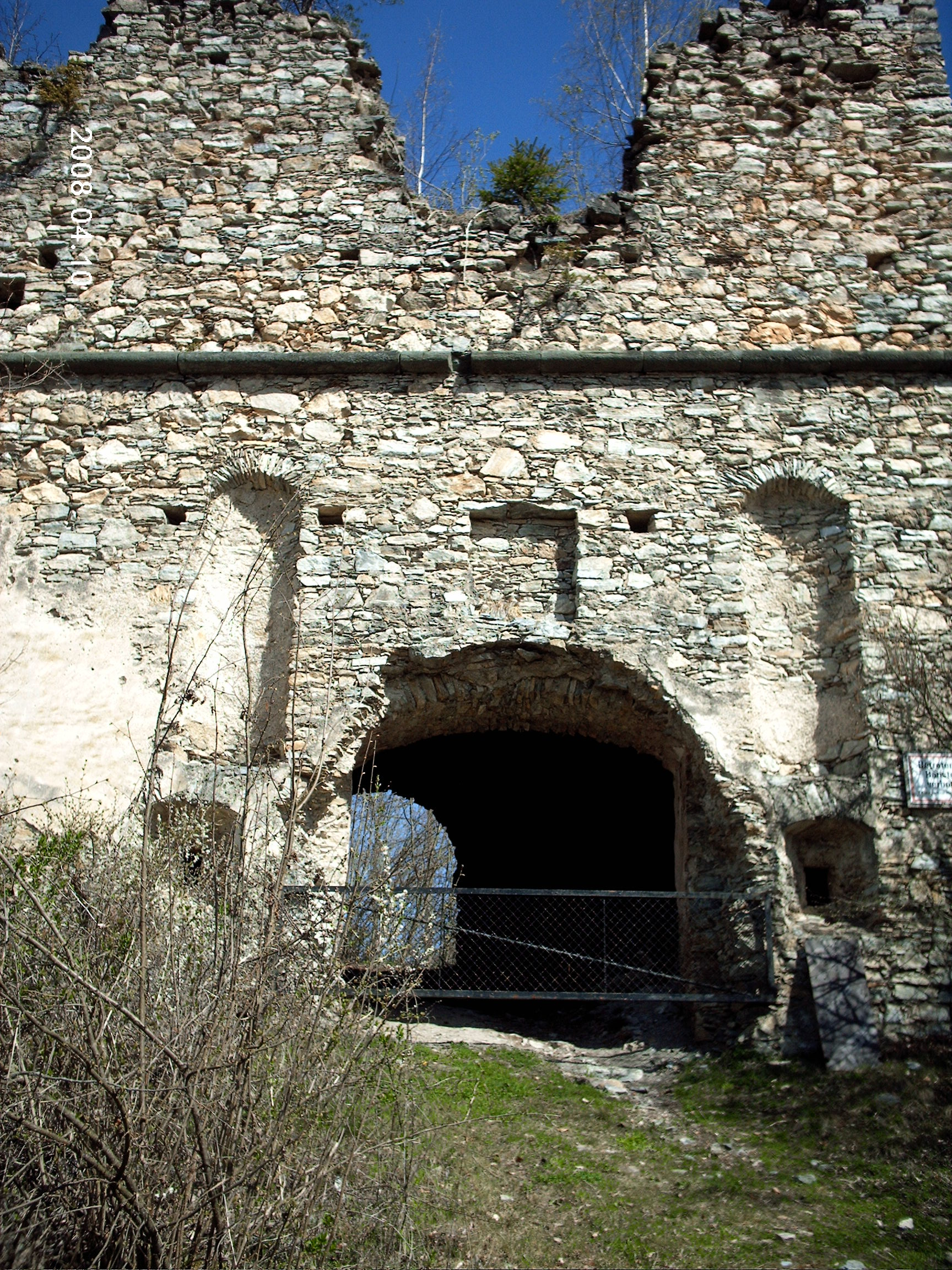
Das äußere Burgtor

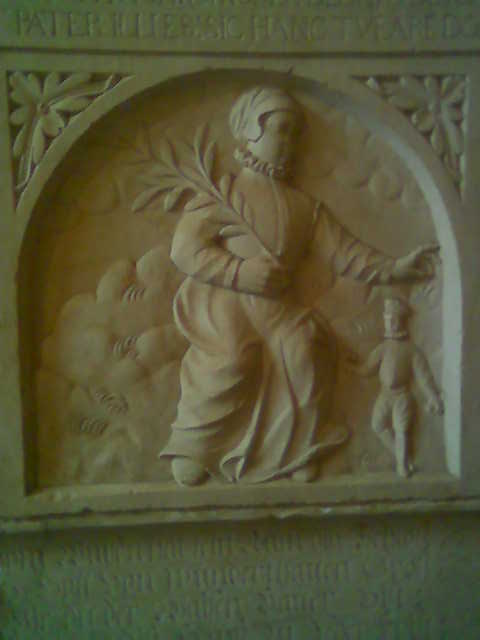
Wappenstein

Die mit den Außenmaßen 33 × 35 m auf beinahe quadratischem Grundriss erbaute Hauptburg ist von einer 230 Meter langen Ringmauer umgeben, in deren Südostteil sich der zweigeschoßige, aus dem 16. Jahrhundert stammende Torturm befindet. Über dem rundbogigen Tor erkennt man drei flache Nischen, in denen sich ursprünglich ein Wappenrelief des Andreas von Spangstein, der die Burg nach 1569 innehatte, sowie zwei Figuren befanden. Der Wappenstein trug einen Text in deutscher und lateinischer Sprache und zeigt ein Mädchen mit Holunderzweig, woraus später die Gründungssage entstand. Der Stein befindet sich heute im Besitz der Familie Christallnigg und wird in Eberstein aufbewahrt.
2. Die Wendeltreppe

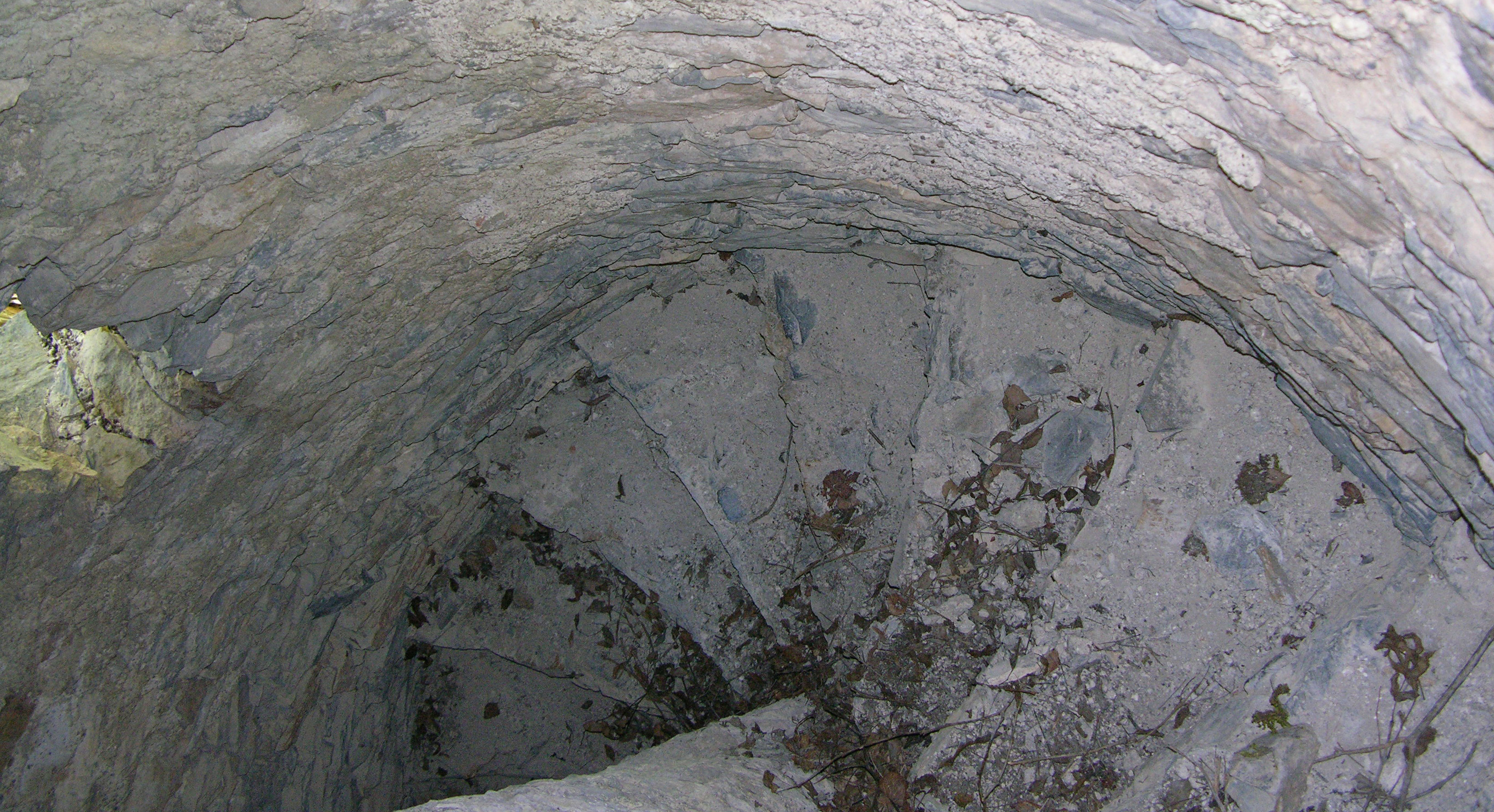
Wendeltreppe

Eine einzigartige Besonderheit stellt die von der Torhalle ausgehende und ins Obergeschoß des Turmes führende Wendeltreppe. Auf ihr gelangt man über 44 Stufen und mit einer Drehung von 810° in die acht Meter höher liegende, angebaute Bastei sowie auch in den etwas höher liegenden Südteil des Zwingers.
3., 4. Wachturm und zweites Außentor
Rund 90 Meter nach dem äußeren Burgtor gelangt man auf gleichmäßig steigendem Burgweg zum zweiten, bereits sehr verfallenen Außentor. Sperrbogenartig war es in eine Mauer eingebaut, die den Bering mit dem Bergfried verband, und trug in seiner „Aktivzeit“ Zinnen und Wehrgang. Unmittelbar davor lag, in die Ringmauer integriert und sowohl außen als auch innen vorspringend, der einzige Wachturm.
5. Das innere Burgtor
Das innere Burgtor, wie das äußere ebenfalls mit gewölbter Torhalle, liegt an der Westfront der Hauptburg. Zwei ungleich breite Tore führen in den Hof. An der Innenseite der Torhalle angebaut, entspringt ein für die damalige Zeit pompöses, zweiarmiges Stiegenhaus, das in die darüber liegenden Wohn- und Zweckräume des ersten und des zweiten Stockes führt. Die Stufen dieses neuzeitlichen Bauwerks sind allerdings nicht mehr vorhanden.
6., 7. Der Innenhof mit Zisterne

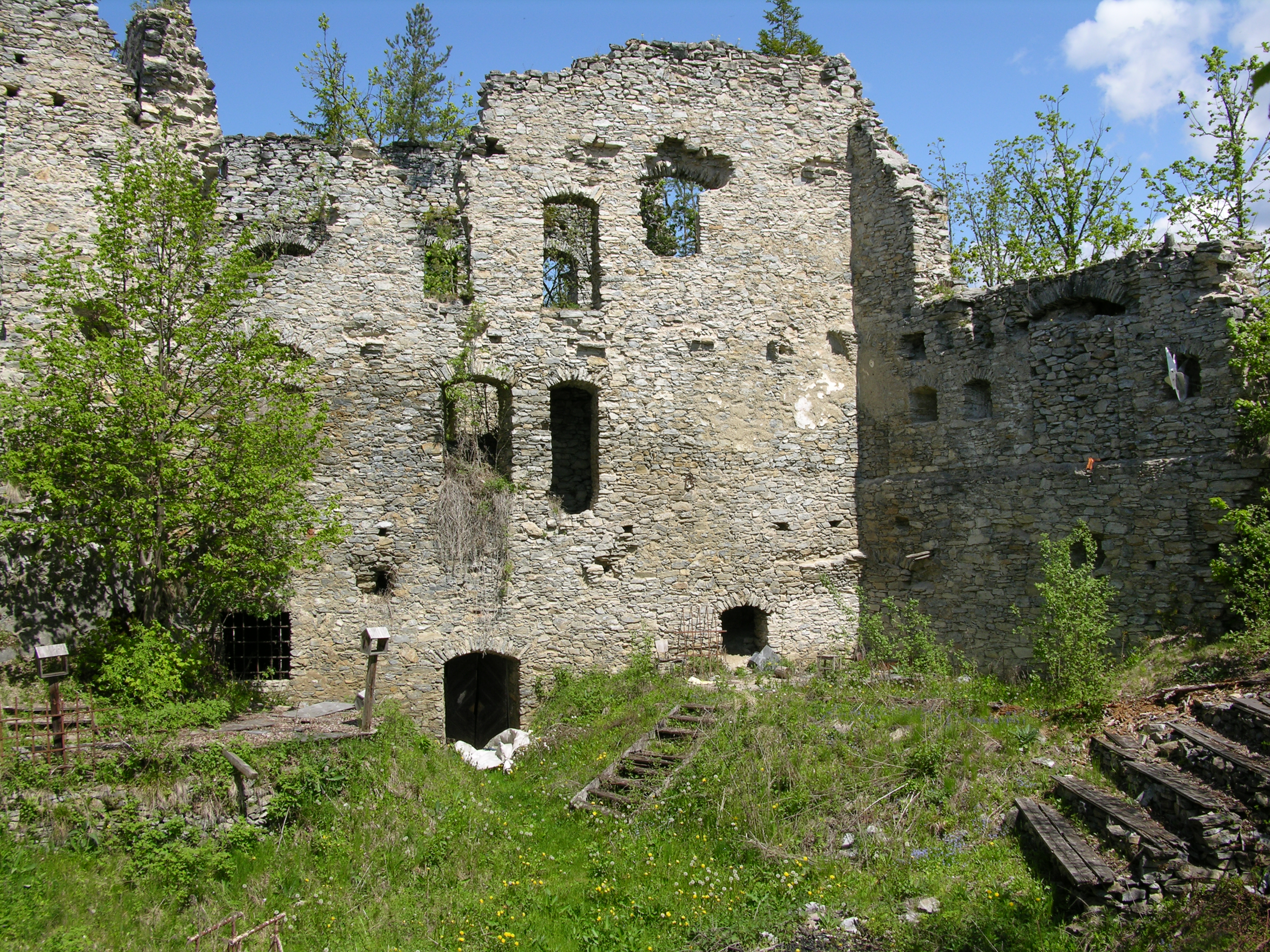
Innenhof mit Pallas

Der rund 300 m² große Burghof ist umgeben von Gebäuden aus verschiedenen Bauperioden vom 13. bis zum 16. Jahrhundert. Viele Teile, wie der Südtrakt, sind bereits zu einem Schutthaufen zusammengefallen. Am besten erhalten ist der Westteil der viergeschoßigen Hauptburg. Auch die für die Wasserversorgung notwendige Zisterne ist hier am südöstlichen Ende des Hofes zu finden.
8., 9. Palas und Stiegenhaus

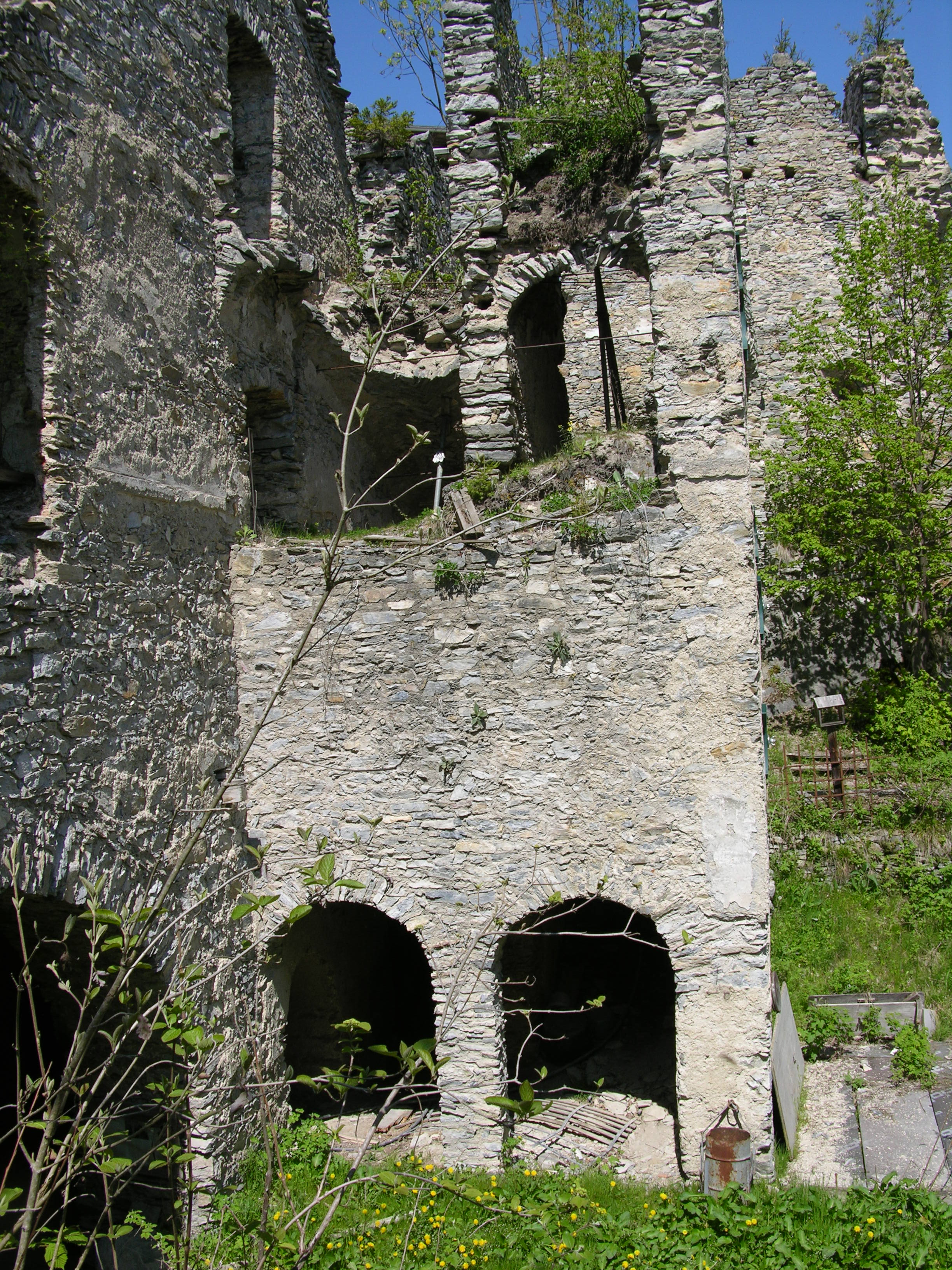
Zweiarmiges Stiegenhaus

Der einst frühgotische Palas wurde im 15. und 16. Jahrhundert durch Umbauten stark verändert und hofseitig mit einstöckigen Arkaden versehen. Der viergeschoßige Westtrakt mit immer noch begehbarer Stiegenanlage zeigt interessante Bauelemente, wie Türen und Fensterrahmen mit spätgotischer Profilierung.
Auch diverse Kellerräume mit unterschiedlichen Gewölbeformen haben den Verfall bisher überdauert. Die Böden im Souterrain sowie in den Turmgemächern sind mit hartem Zementmörtel und Schlögelsand, mit etwas Kalk vermengt, ausgelegt.
Interessant und nicht unbedingt nachvollziehbar ist ein im südlichen Torbereich mündender, schräg durch die Mauer verlaufender Kanal. Otto Piper gibt an, er sollte wohl zur Beobachtung der durch das Tor gehenden Personen dienen.
Im Grundrissplan des Bundesdenkmalamtes ist an der nordwestlich gelegenen Außenseite der Hauptburg eine vermutlich vorhanden gewesene Poterne eingezeichnet. Poternen dienten als geheime Nebenausgänge, die den Umweg über das Haupttor ersparten oder die Flucht im Belagerungsfall ermöglichten. Auch konnten durch derartige Ausfalltore nächtliche Kommandounternehmungen gestartet werden, um Belagerern sowie deren Belagerungsgerät Schaden zuzufügen.
Ein zur Öffnung an der Ringmauer führendes Stiegenhaus untermauert diese Annahme.
10. Der Bergfried

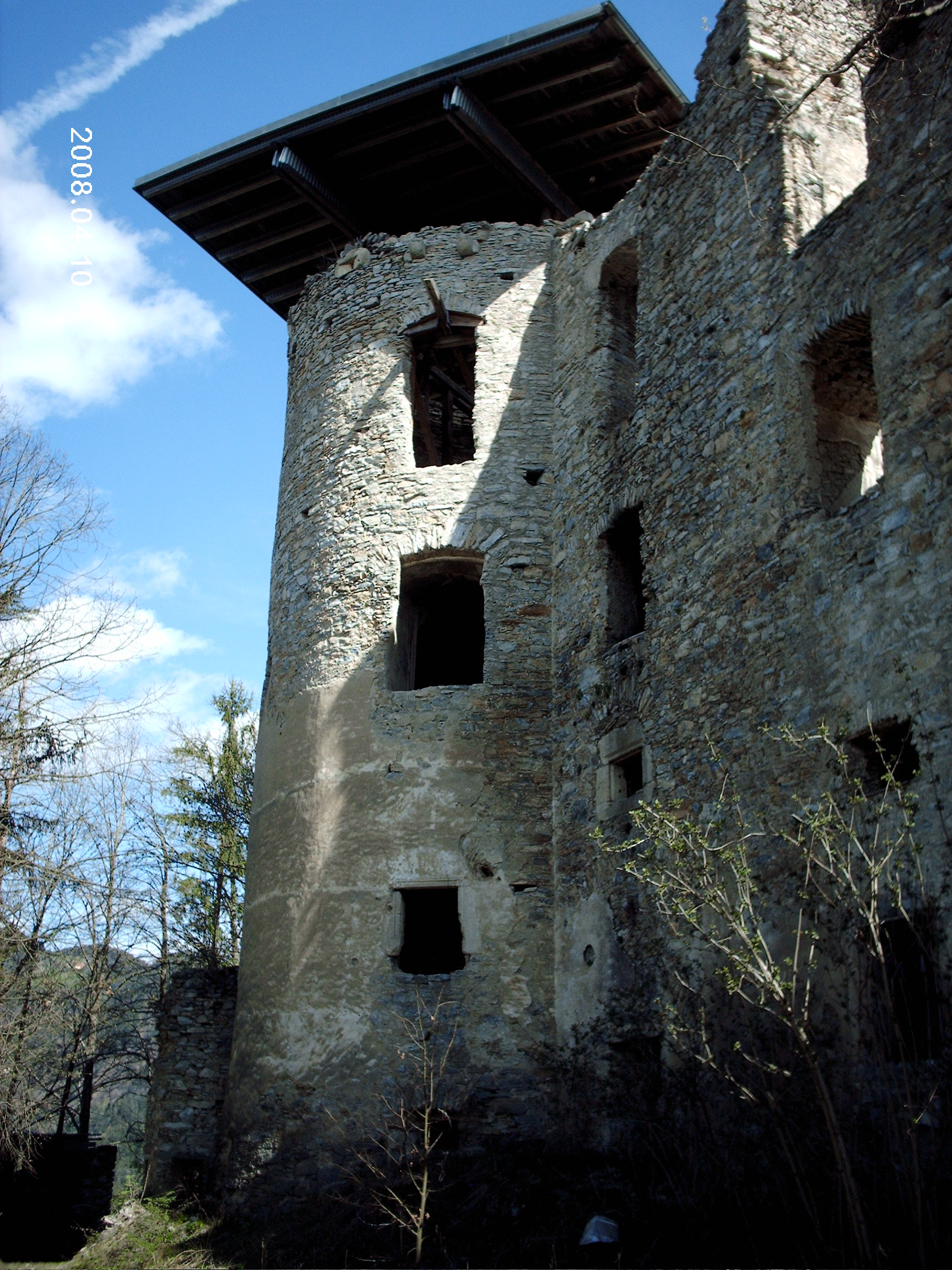
Bergfried

An der Nordwestecke der Hauptburg liegt der mächtige, runde Bergfried aus dem 15. Jahrhundert. An seine fünf Geschoße schließt zu beiden Seiten der Palas an. Auffällig und unüblich sind die besonders großen Fenster anstelle der sonst üblichen schmalen Lichtscharten – eben ein Ergebnis der Umgestaltung vom Wehrbau zum Repräsentationsbau. Im heute eingestürzten Obergeschoß des Bergfrieds befand sich eine kreisförmige, dem heiligen Andreas geweihte, nicht mehr zugängliche Kapelle, welche früher von einer flachen Kuppel überwölbt war, wovon noch Ansätze zeugen. An der Wand sind die Apostelkreuze sichtbar. Im darunter liegenden Zimmer mit einem Durchmesser von 6,6 Metern erkennt man ein einfaches Stuckgewölbe, große Fensternischen und die Reste eines Kamins.
Ein Visitationsbericht aus dem Jahr 1616 nennt um diese Zeit als Burgherren einen „nobilis de Spangenstein“ und rühmt die Schönheit der Kapelle „sacellum hoc pulcherimum est et ubique belle depictum“, bemerkt aber, dass dort kein Gottesdienst abgehalten werde, weil der Besitzer Häretiker sei. Es ist anzunehmen, dass die Spangensteiner Anhänger der Lehre Luthers waren. Nach dem Bericht von 1660 wurde sie von dem damaligen Besitzer, Herrn von Schneeweiß, „pulchre accomodata“ (schön eingerichtet) und war auch mit einer Messlizenz begabt. Ein Bild aus der verfallenen Andreaskapelle – eine Darstellung des Hl. Josef aus der Gotik – befindet sich angeblich in der Kirche St. Georgen am Weinberg, wird allerdings im neuesten „Dehio“ bei der Beschreibung der Inneneinrichtung der betreffenden Kirche nicht erwähnt.
Text des Visitationsberichtes aus dem Jahr 1616:
Sacellum hoc pulcherimum est, et vbi[que] belle depictum, altare continet ligneum, vel potius oratorium. In quo hoc temporis cursu cum castri possessores haeretici sint, sacra nulla peraguntur. Monstrantiam nobilis huius castri habet perpulchram, praesume[n]dum est, quod illa a quadam eccl[es]ia, cum in aliquib[us] Ius patronat[us] habeat fuerit accepta. Quare R:d[us] D[omi]n[us] Decanus cum nobile tractet, vt illam monstrantiam iterum cuidam eccl[es]iae donet.

## Conclusio

### Offene Fragen
Eine Fülle von Zahlen, Daten und Fakten ist uns über die Burgruine Waisenberg bekannt. Dennoch können viele Fragen, insbesondere siedlungsgenetische, möglicherweise nie mehr, zumindest aber erst nach intensiverer Auseinandersetzung und Suche nach weiteren Quellen beantwortet werden:
- Laut einer Urkunde aus dem Jahr 895 bestanden im Trixnertal zwei Wehranlagen, deren genaue Lokalisierung unsicher ist. Die dortigen Gipfelburgen bzw. heutigen Burgruinen sind von der baulichen Ausführung her deutlich jünger, könnten aber auf ältere Anlagen zurückgehen.
- War Waisenberg in der Schenkungsurkunde des Königs Arnulf aus dem Jahr 895 mit der Erwähnung „duo castra in loco Thrusental“ gemeint?
- Stand eine ältere, aus der Zeit vor dem 12. Jahrhundert, stammende Burg auf dem Lamprechtskogel?
- Wenn ja, warum ist man auf den weniger wehrhaften Waisenberg übersiedelt?
- War das Dolichenus-Relief bereits auf der Vorläuferburg auf dem Lamprechtskogel aufgestellt?
- War auf Waisenberg auch das Hochgericht situiert?

### Zusammenfassende Betrachtung
Waisenberg, so wie es sich dem Betrachter von heute präsentiert, erinnert viel mehr an ein Schloss als an eine Wehrburg. Die noch reichlich und vielfach in gutem Zustand vorhandenen Mauerreste stammen aus einer Zeit, in der aufkommende Feuerwaffen die Wehrtechnik veränderten, bunkerförmigen Steinklötzen mit lediglich schmalen Lichtschlitzen die ursprüngliche Bedeutung nahmen und so den Beginn der Umgestaltung in repräsentative Prunkbauten auslösten. Mittelalterliches Mauerwerk ist sichtbar kaum vorhanden – es liegt unter frühneuzeitlichen Auf- und Zubauten oder auch unter dem Schutt eingefallener Wände und Decken.
Erbaut auf geschichtsträchtigem Boden, wo archäologische Funde auf eine jahrtausendealte Besiedlung hinweisen, war Waisenberg in seiner 600 Jahre dauernden Blütezeit vom 12. bis zum 18. Jahrhundert ein imposanter Bau, der sich in die Reihe der viel bekannteren Burgen, wie Hochosterwitz, Landskron, Finkenstein usw. durchaus einreihen konnte, wovon auch die Darstellungen bildender Künstler Zeugnis ablegen. Die Einführung der Dachsteuer sowie ein zerstörerischer Großbrand am Ende des 18. Jahrhunderts waren der Beginn des Zerfalls des einst so prächtigen Schlosses.

### Ergänzende Anmerkungen
* Das Dolichenus-Weiherelief

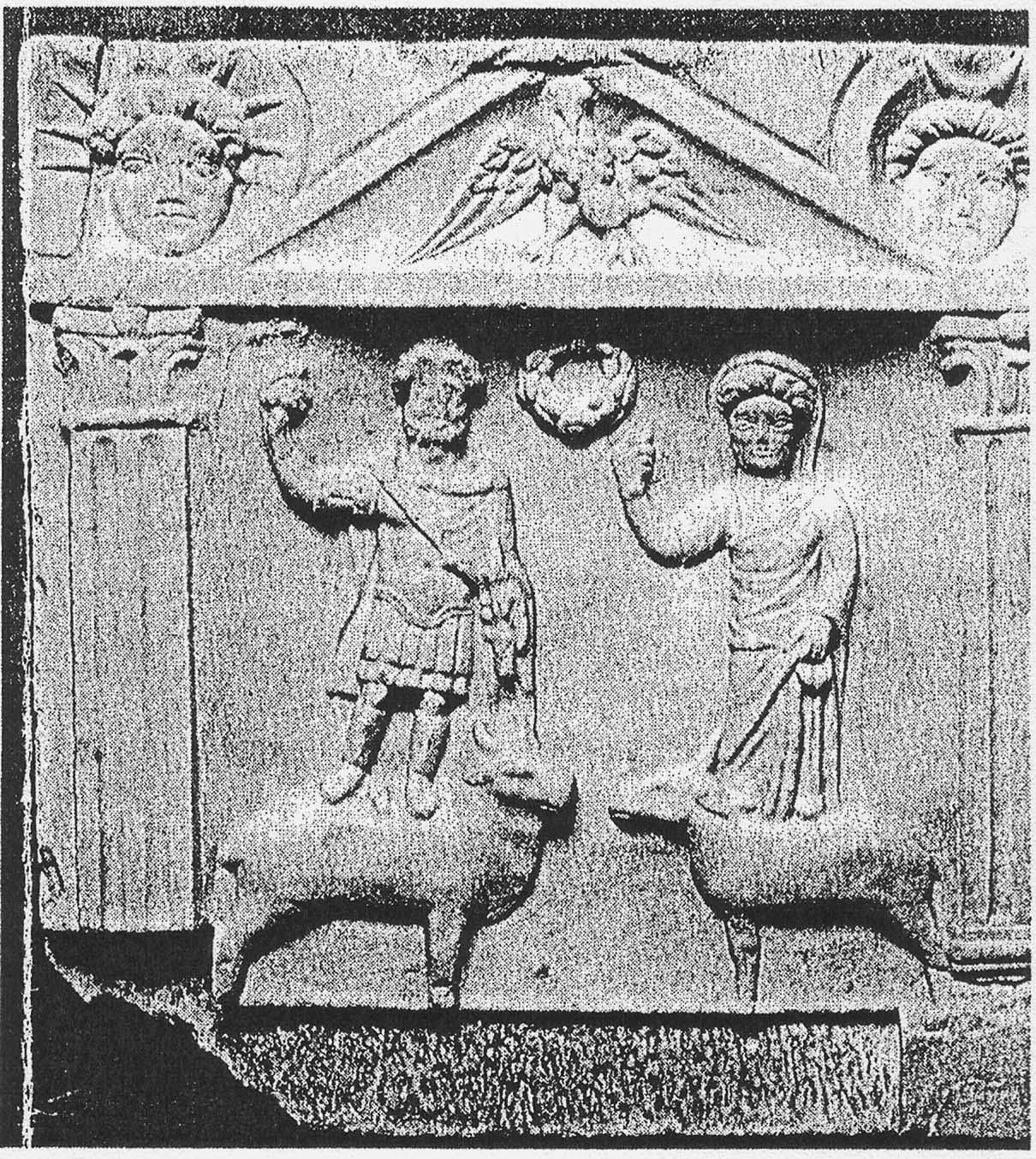
Dolichenus Weiherelief

1869 wurde auf der Burgruine Waisenberg ein Dolichenus-Weiherelief in der Größe 60 × 60 cm gefunden. Es diente vermutlich als Kultbild in einem Tempel, dessen Standort nicht bekannt ist.
Der Baal von Doliche, oberste Gottheit jener Stadt in Kommagene (Anm.: Südosten der heutigen Türkei), erlangte als Jupiter Dolichenus beim römischen Heer große Beliebtheit. Das vorliegende Relief, das aus der Zeit um 200 n. Chr. stammt, soll trotz des Importmarmors einer bodenständigen Werkstätte entstammen. Das Giebelfeld schmückt ein Adler, in den Giebelenden sind links der Kopf des Sol mit Strahlenkranz und rechts jener der Luna mit Sichelmond dargestellt. Die Bildmitte zeigt Jupiter Dolichenus auf einem Stier und daneben Juno Regina auf einer Hirschkuh. Phrygische Mütze, Doppelaxt, Rüstung und Blitzbündel weisen auf die orientalische Herkunft der Gottheit hin.
* Schloss Waisenberg – eine Volkssage:
Eine Volkssage erzählt von einem Mädchen, das nahe dem Trixner Teich in einer ärmlichen Hütte lebte und für die erblindeten Eltern und den kleinen Bruder Obsorge zu tragen hatte. Dies und die Armut der Familie bereiteten ihr große Sorgen, so dass sie der Verzweiflung nahe war. Da erschien ihr eines Nachts im Traum ein Greis und riet ihr, um Mitternacht mit einem Holunderzweig in der Hand ein Hügelchen nahe der Hütte zu besteigen. Wo sich das Zweiglein zu Boden neige, solle sie nachgraben. Das tat sie dann und fand einen ansehnlichen Schatz. Den verwendete sie auch zur Errichtung einer stolzen Burg zwischen Mitter- und Obertrixen und nannte sie „Waisenberg“. Sie war zwar keine Waise gewesen, hatte aber das Leben einer solchen führen müssen.

### Nachwort
Waisenberg befindet sich seit 1713 mit einer kurzen, kriegsbedingten Unterbrechung zwischen 1940 und 1949 im Eigentum der Familie Christallnigg. Auf Betreiben des derzeitigen Bestandnehmers, des Klagenfurter Architekten Klaus Mayr, wurde im Jahr 1992 mit Sanierungsmaßnahmen begonnen, die den weiteren Verfall der Gemäuer aufhalten sollten. Ab 1995 wurde die Burgruine wieder der Öffentlichkeit zugänglich gemacht: Auf einem ausgebauten Burgweg konnte man die Burg in zehn Minuten leicht steigenden Geländes erreichen und an kulturellen Veranstaltungen, Konzerten und Kinderfesten teilnehmen. Es bestand auch die Möglichkeit, die Burg mit ihren drei Bühnenflächen und 150 Sitzplätzen auf Steinstufen mit Holzauflagen für Feiern und Feste zu mieten. Die Arbeiten kamen aber bald nach dem Anbringen eines Daches am Bergfried sowie von Spannschlössern, die das Umkippen von Mauern verhindern, wieder zum Erliegen und die Ruine ist durch Erosion sowie wilden Pflanzenwuchs erneut dem weiteren Niedergang ausgesetzt. Der Zutritt durch das in der Ringmauer liegende, äußere Burgtor ist mittlerweile wieder versperrt, eine öffentliche Begehung damit nicht mehr möglich. Inzwischen (Stand Herbst 2016) hat ein Sturm das Notdach des Turms (! – Es handelt sich um einen Bau der Übergangszeit von der Gotik zur Renaissance für einige repräsentative Räume, nicht um einen Bergfried) wieder herabgerissen; der Verfall geht weiter.

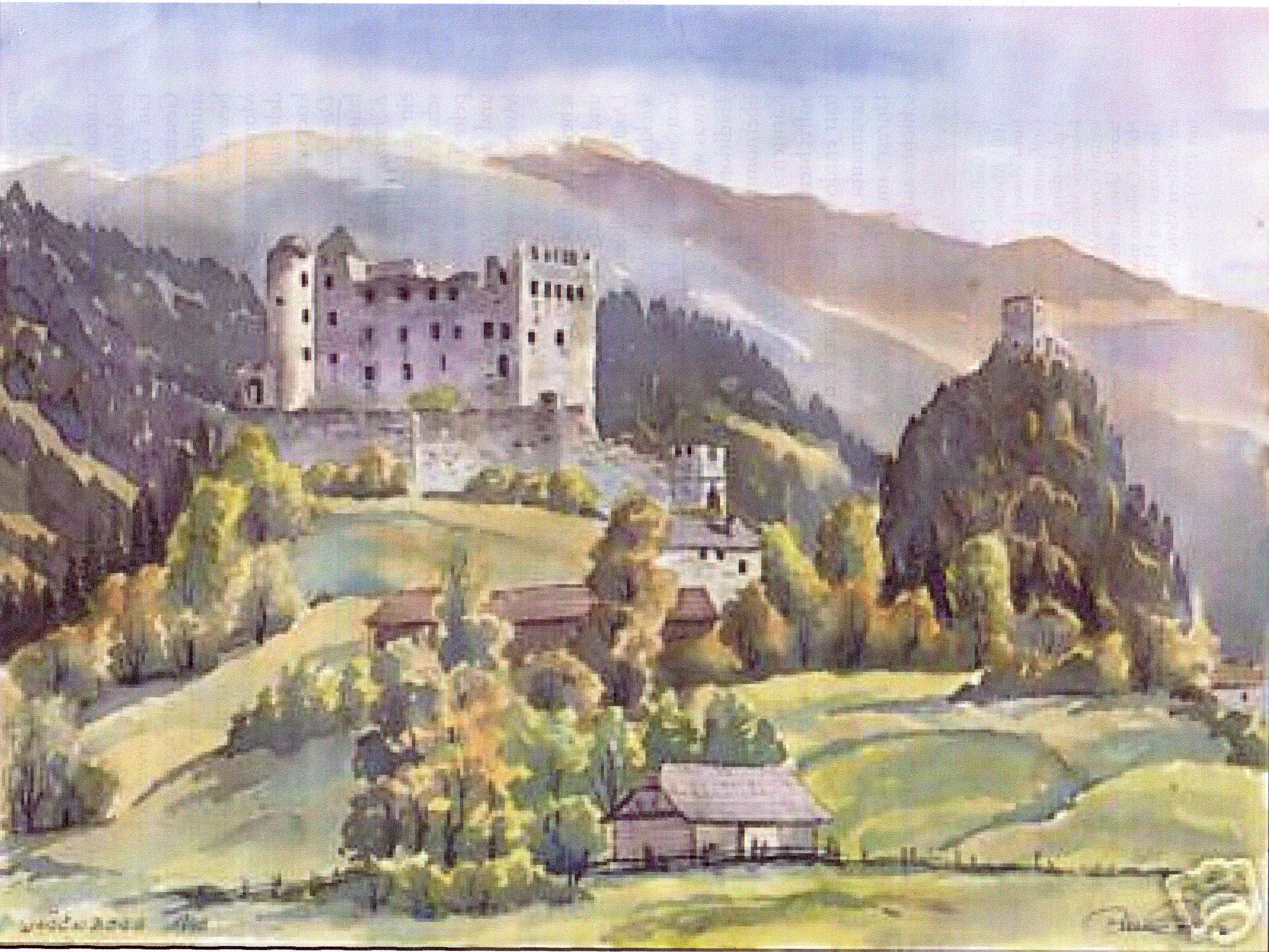
Aquarell Markus Pernhart, 19. Jahrhundert
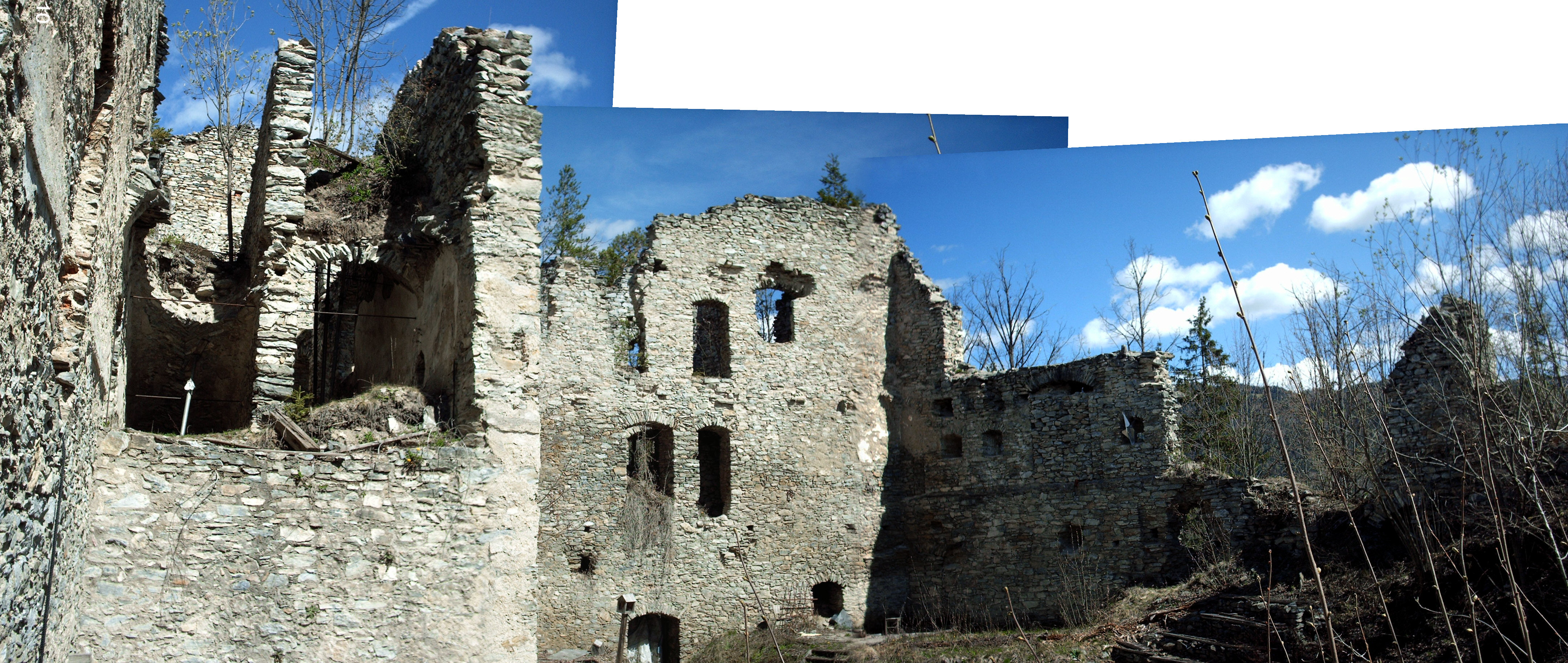
Panoramabild Waisenberg
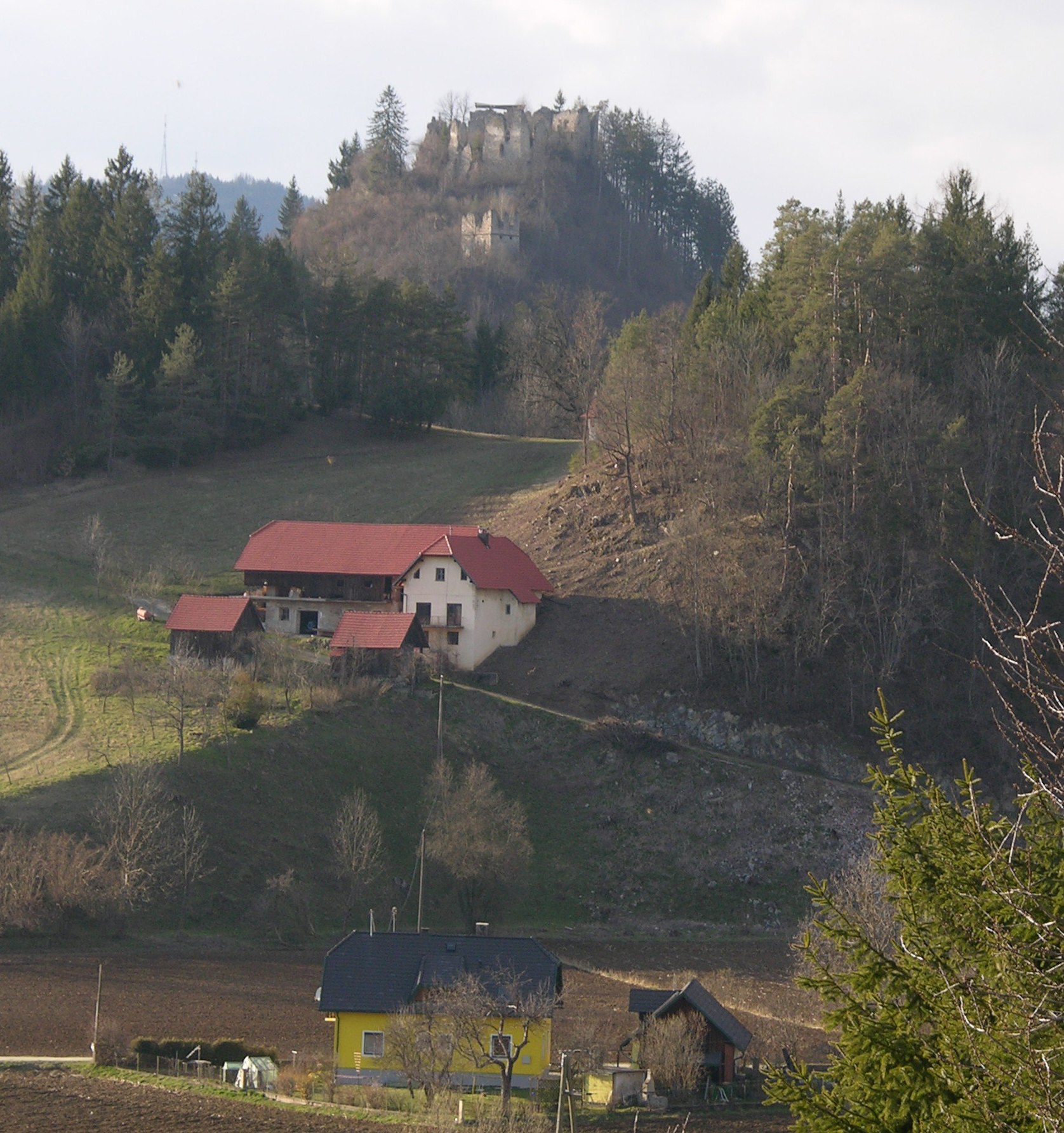
Waisenberg Ostseite
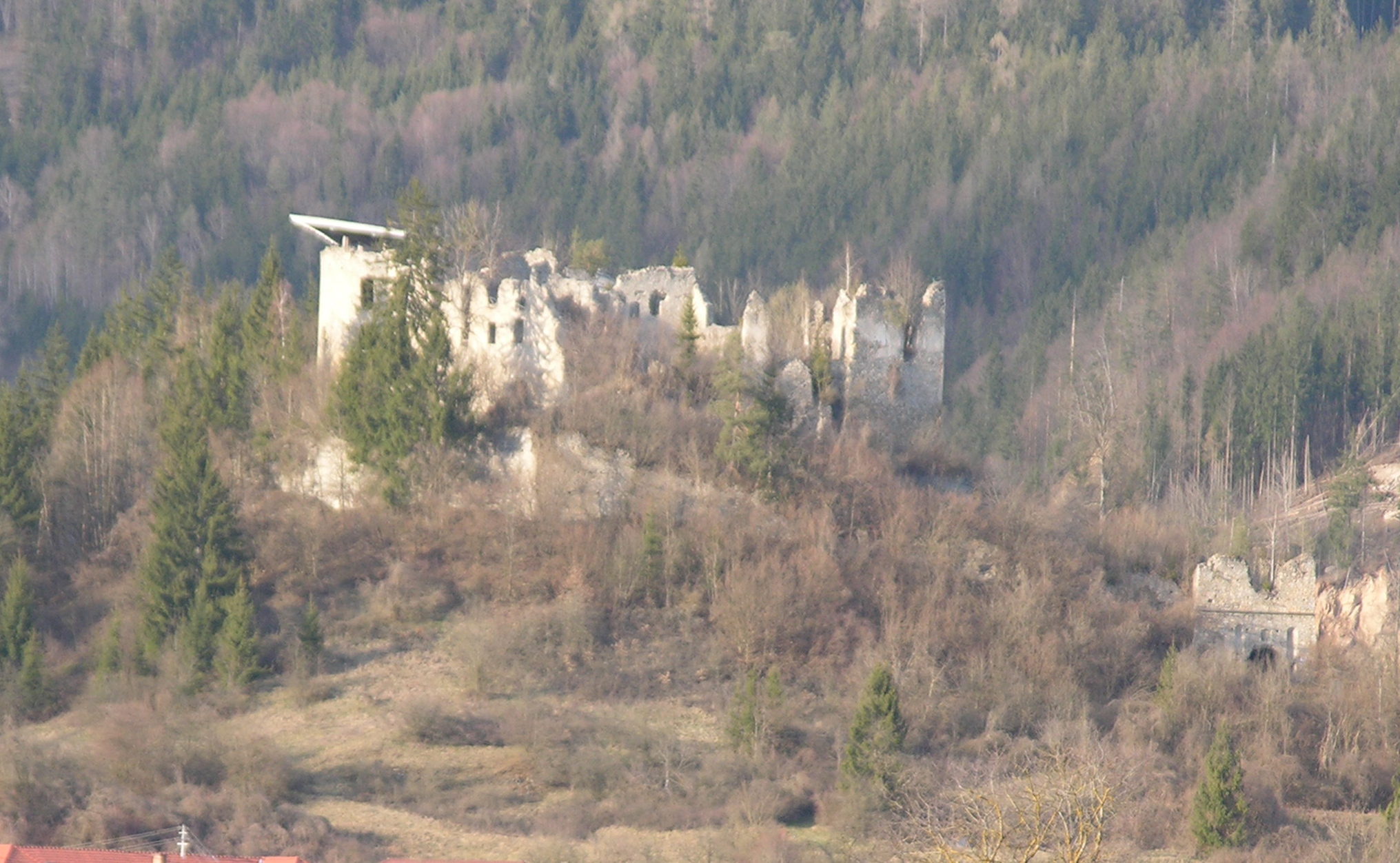
Waisenberg Südseite
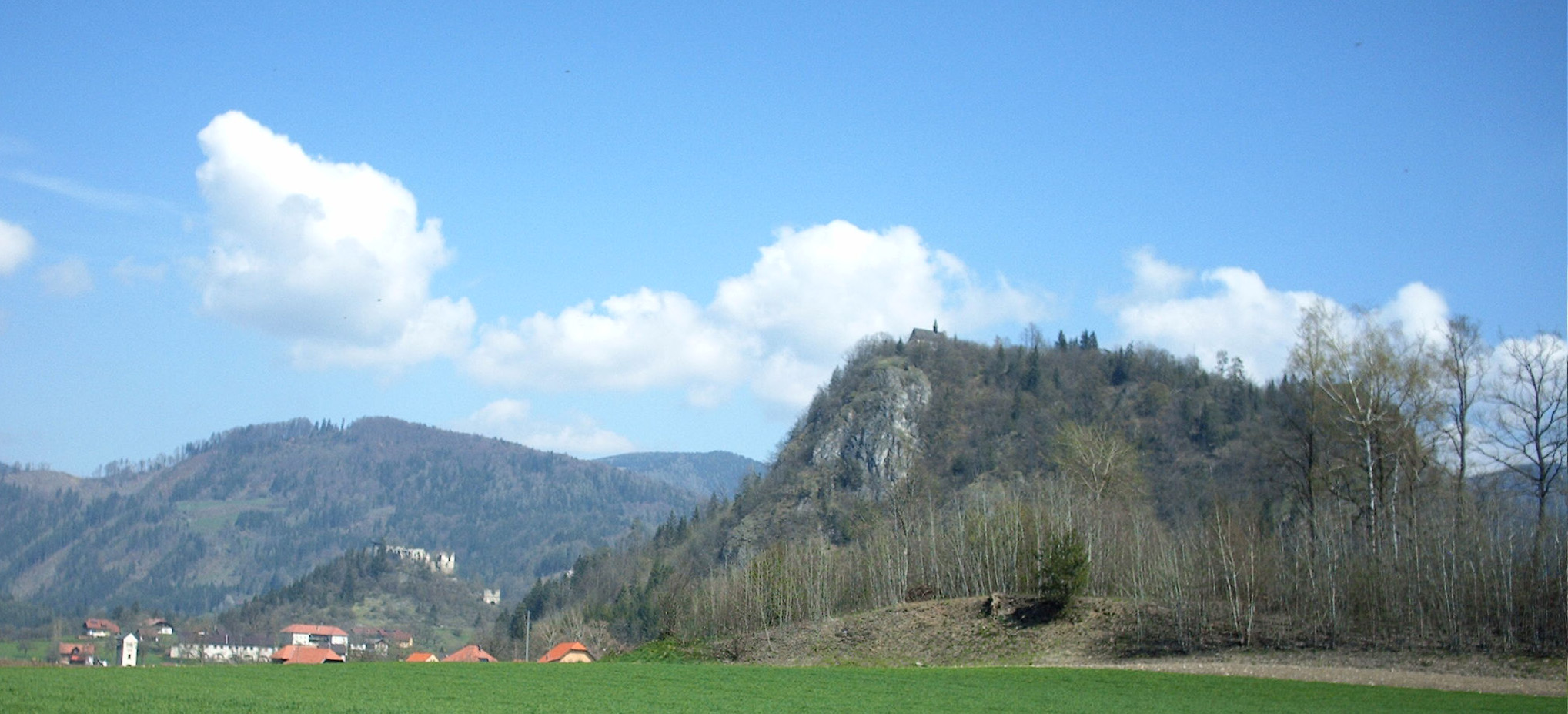
Waisenberg und Lamprechtskogel
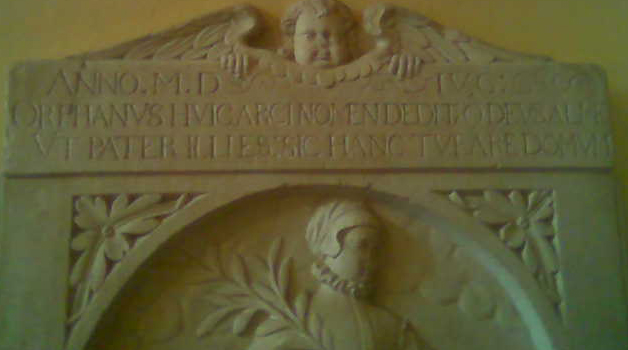
Wappenstein mit lateinischer Inschrift
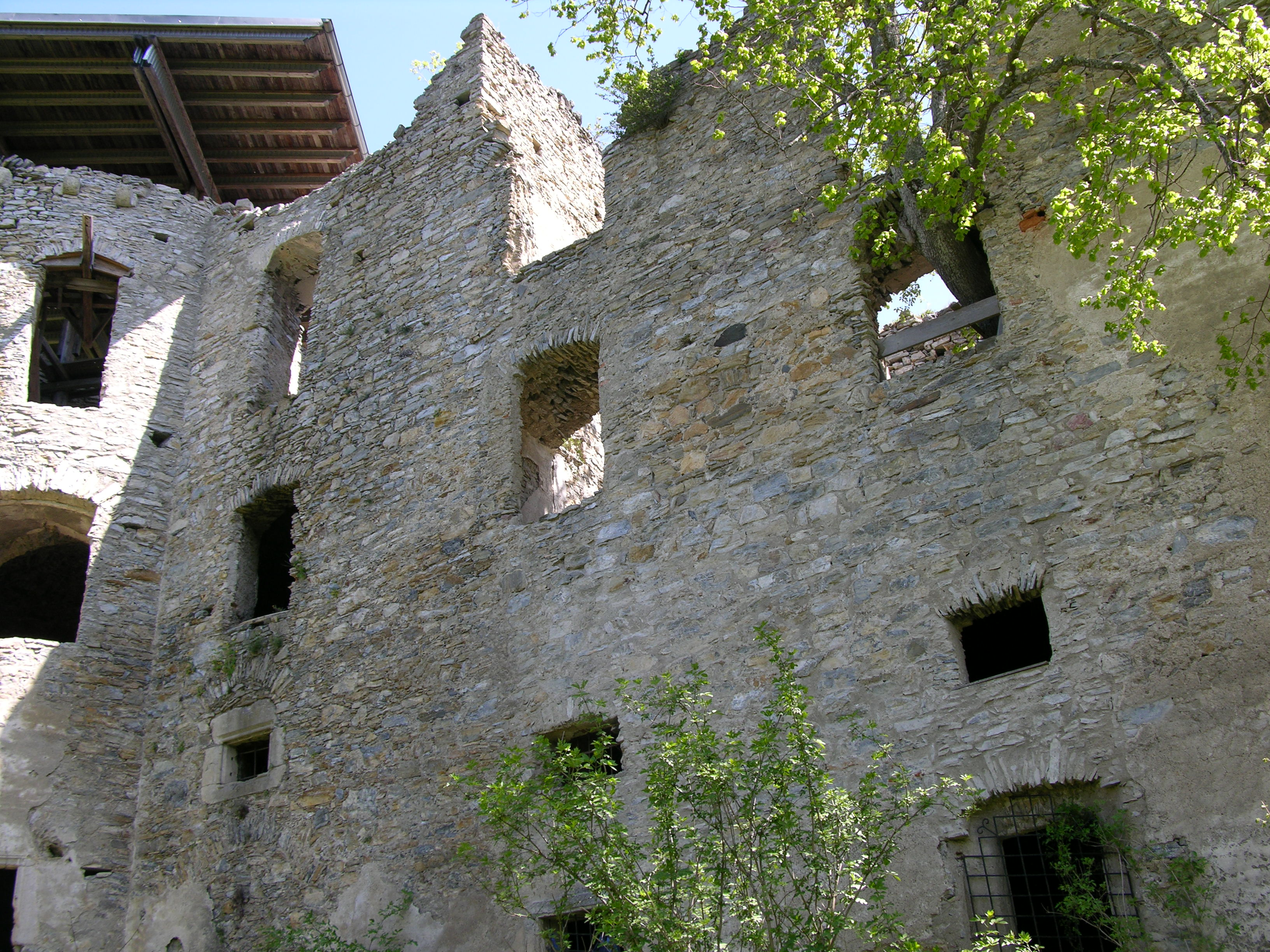
Palas, Bergfried und inneres Tor
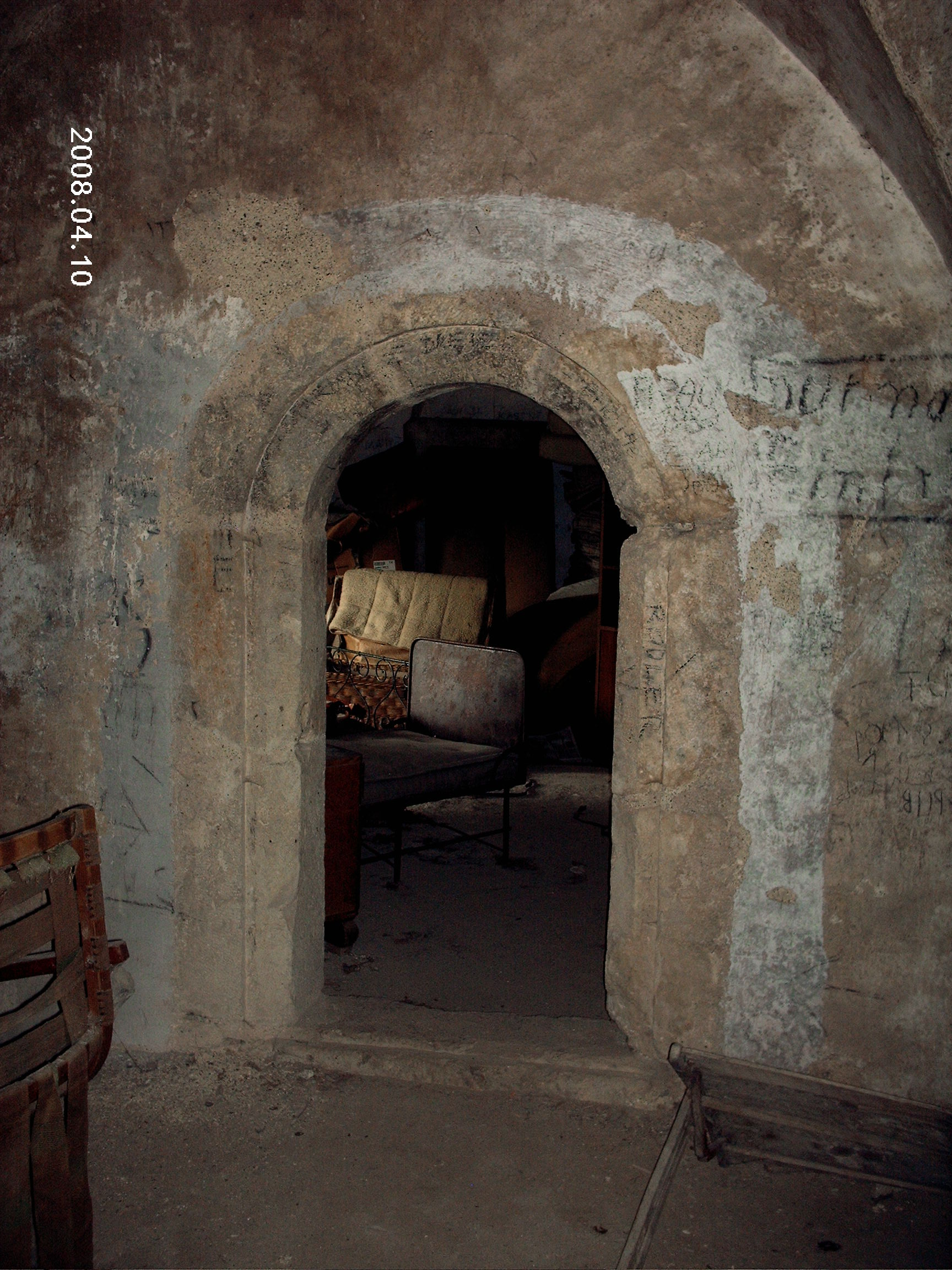
Spätgotischer Türbogen